# Römisches Palästina
Das römische Palästina bestand von 63 v. Chr. bis etwa 634 n. Chr. Es durchlief während dieser sieben Jahrhunderte verschiedene Grade der Abhängigkeit vom Römischen Reich. Obwohl die Levante insgesamt römisch und das einstige Königreich Judäa der Hasmonäerdynastie schließlich der Provinz Syria zugeschlagen wurde, bestand dort zunächst eine Herrschaft des Hohepriesters von Jerusalem, dann ein Klientelkönigtum, das zwischen den Großmächten und den Kontrahenten der Spätphase der römischen Bürgerkriege lavierte. Dessen bekanntester Herrscher war der Idumäer Herodes, zumal Jesus von Nazaret gegen Ende seiner Herrschaft geboren wurde. Die Machtkämpfe innerhalb der Dynastie veranlassten Rom immer wieder zum Eingreifen. Der letzte Hasmonäerkönig wurde zugleich zum religiösen Oberhaupt aller Juden im Heiligen Land wie in der jüdischen Diaspora. Auch das Königreich der Nabatäer um die heute zu Jordanien gehörende Stadt Petra wurde 62 v. Chr. römisch, konnte sich jedoch bis 106 n. Chr. eine relative Unabhängigkeit bewahren.
Der im Jahr 66 n. Chr. begonnene Jüdische Krieg gegen das Römische Reich scheiterte im Jahr 70 und endete mit dem Fall Jerusalems und der Zerstörung des herodianischen Tempel. Nach der Niederschlagung des Aufstands wurde aus Judäa die römische Provinz Iudaea, zu deren Hauptstadt nun Caesarea wurde. Das Sanhedrin, bis dahin die oberste jüdische religiöse und politische Instanz und gleichzeitig das oberste Gericht, wurde als Priestergremium, in das nun nur noch Gelehrte gelangen konnten, neu gegründet. Den Diasporaaufstand (115–117) und den Bar-Kochba-Aufstand (132–135) konnte das Reich gleichfalls niederschlagen. Darauf mühten die Römer sich, die Bezeichnung Judäa als Herkunftsregion der unterworfenen Juden vergessen zu machen und benannten 136 die Provinz um in Syria Palaestina („philistäisches Syrien“), nach dem einst im Küstenstreifen beheimateten Volk der Philister, womit sie den Begriff Palästina als Bezeichnung für die Region prägten. Um 166 nahm das Sanhedrin schließlich seinen Sitz in Tiberias, wo inzwischen die meisten Juden lebten, da ihnen der Zutritt zu Jerusalem verboten war – ein Zustand, der bis zur islamischen Eroberung anhielt und nur von 425 bis 460 für die Betrauerung der Zerstörung des Tempels erlaubt war. Der Vorsitzende blieb die wichtigste geistliche Autorität der Juden in Palästina und in der Diaspora, ehe das inzwischen in einer Dynastie erbliche Amt des Patriarchen durch Rom aufgehoben wurde. Die Juden lebten vor allem in Galiläa, doch befanden sich auch Siedlungen im Hauran, auf dem Golan und im Gebiet vom einst philistäischen Aschkelon, quer übers Hügelland Judäas und Judäische Bergland bis nach En Gedi in der Judäischen Wüste.
Während der Reichskrise des 3. Jahrhunderts machte sich die Levante unter Führung der großen Handelsstadt Palmyra weitgehend unabhängig, doch eroberte Kaiser Aurelian das Reich von Palmyra bis 273 für Rom zurück. Gegen Palmyra kam es in Palästina zu Unruhen, über die fast keine Überlieferung besteht. Mit der Verlegung der Reichshauptstadt von Rom nach Byzanz, das ab 330 Nova Roma und ab 337 Constantinopolis hieß, wurde das Christentum nach und nach die dominierende Religion im Reich, 380 sogar Staatsreligion. Spätestens mit der Durchsetzung als Staatsreligion gerieten nicht nur die paganen Kulte, sondern auch das Judentum Palästinas in die Defensive. Gesetzliche Behinderungen und örtliche Verfolgungen führten 351/352 und um 440 zu Erhebungen.
Dabei erhielt das christliche Jerusalem nach dem Konzil von Chalcedon 451 die Jurisdiktion über Palästina. Im 6. Jahrhundert stand das Patriarchat Jerusalem auf einer Ebene mit denen von Konstantinopel und Rom, Antiochia und Alexandria. Zugleich spitzten sich sowohl die Kämpfe zwischen Juden und Christen, als auch die innerhalb des Christentums immer wieder zu. Auch die Samaritaner erhoben sich in den Jahren 484 und 529/30 sowie 555. Die Ursache lag in der zunehmend gegen religiöse Minderheiten feindlichen kaiserlichen Politik. 578 erhoben sich sowohl Juden als auch Samaritaner abermals. Die Kaiser konnten auch zwischen den aus christologischen Gründen und über die Natur Gottes zerstrittenen Gruppen keinen Kompromiss erzielen. Hingegen gelangen Missionserfolge sowohl von Christen als auch von Juden bei den Arabern, die in den Randgebieten Palästinas und auf der arabischen Halbinsel lebten.
Bis um 300 breitete sich das seit 212 auf das Gesamtreich ausgedehnte Munizipalsystem über die gesamte Provinz aus, sieht man von Obergaliläa, dem Golan und den kaiserlichen Besitzungen in Jericho und dem nördlichen Negev ab. Die Städte waren inzwischen stark romanisiert, die Mehrheit sprach Griechisch. Hingegen wurden aus der Mehrzahl der Bauern Kolonen, die bei schweren Strafen an das Land, das sie bearbeiteten, gebunden waren, während ihr Herr zunehmend auch rechtliche Gewalt über sie erlangte. Die Gesamtbevölkerung erreichte fast wieder die Zahl, die sie vor den großen Aufständen aufgewiesen hatte.
Einen ersten langen Zusammenbruch der römischen Herrschaft in der ausgehenden Spätantike verursachten die Perser unter den Sassaniden, die 614 bis 630 in Jerusalem herrschten und ihr Gebiet bis weit nach Nordafrika und Kleinasien ausdehnten. Wenige Jahre nachdem sie zurückgeschlagen worden waren, drangen Anhänger des auf Mohammed zurückgehenden Islams, dessen Hauptträger zunächst überwiegend Araber waren, ab 632/634 nach Palästina vor und führten die Eroberung des Gebiets im Zuge der islamischen Expansion bis 640 zu Ende. Die Bevölkerungsverluste dieser Kriege waren offenbar sehr hoch. Die neuen Herren ließen die Juden wieder in Jerusalem zu und führten eine Sondersteuer für Nicht-Muslime ein, wobei fast nur den Arabern die führenden Positionen offenstanden.

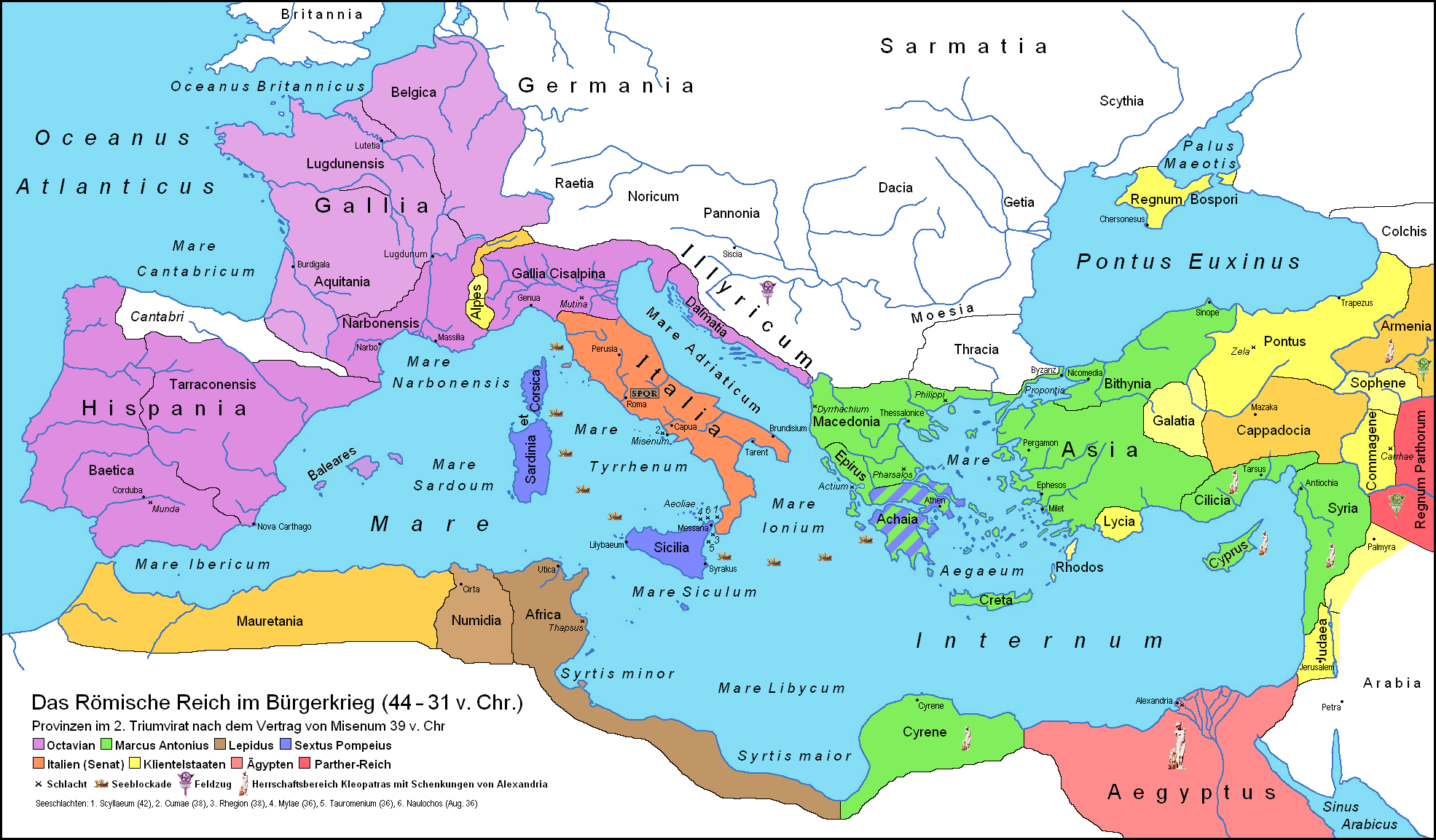
Karte des Römischen Reiches nach dem im Sommer 39 v. Chr. abgeschlossenen Vertrag von Misenum
Italien (Senat)
Octavians Machtbereich
Antonius’ Machtbereich
Provinzen des Lepidus
Seereich des Sextus Pompeius
Königreich Ägypten (Kleopatra)
Vasallenstaaten

## Expansion Roms in den östlichen Mittelmeerraum
Rom mischte sich seit dem 3. Jahrhundert immer stärker in die Verhältnisse im östlichen Mittelmeer ein. Bereits mit dem Sieg über Pyrrhus, den hellenistischen König von Epirus im Jahr 275 v. Chr. hatte Rom begonnen, den rein italischen Rahmen zu sprengen und seine Macht auszudehnen. Es besiegte Karthago und führte Kriege gegen die hellenistischen Reiche (200 bis 146 v. Chr.), 167 v. Chr. verschwand das Königreich Makedonien, schließlich folgte die Expansion nach Kleinasien (ab 133 v. Chr.) und am Ende stand die Annexion des Restreiches der Seleukiden (64 v. Chr.) und der Ptolemäer (30 v. Chr.).

### Anschluss an die römische Provinz Syria, Ethnarchie unter dem Hohepriester Hyrkanos (63 – 40 v.Chr.)
Im Jahr 66 v. Chr. eroberte Pompeius Kleinasien für das expandierende Römische Reich. Im folgenden Jahr beendete er die Seleukidenherrschaft in Syrien, 63 v. Chr. die der Hasmonäer in Jerusalem. Aristobulos II. und seine Söhne führte er gefangen nach Rom. Er ließ jedoch den Hohepriester Johannes Hyrkanos II. im Amt und räumte ihm religiöse Autonomie über Judäa, Idumäa, Galiläa und Peräa ein, jedoch ohne die hellenistischen Städte des Ostjordanlandes (Dekapolis) und Samaria. Hyrkanos war Hohepriester von Israel von 76 bis ca. 40 v. Chr. und Herrscher (Ethnarch) in Judäa von 63 bis ca. 40 v. Chr.
Palästina und Syrien wurden zur römischen Provinz Syria vereint und dem Statthalter Scaurus unterstellt. Dessen Nachfolger Aulus Gabinius schlug einen Aufstand der Anhänger der Hasmonäer nieder, zerstörte deren Festungen und stärkte die Rechte des Hohenpriesters als Oberhaupt des Sanhedrins, dem die religiöse und teils auch weltliche Rechtsprechung oblag.

### Partherkrieg und römischer Bürgerkrieg, Klientelkönigtum (bis 30 v. Chr.)
54 v. Chr. wurde Marcus Licinius Crassus, neben Julius Caesar und Pompeius Mitglied des ersten Triumvirats, als Nachfolger des Gabinius Statthalter der Provinz Syria. Sein Interesse galt jedoch nicht Syria, sondern der Vorbereitung eines Feldzugs gegen das Partherreich (siehe auch Partherkriege). Um die dazu nötigen Mittel aufzubringen, griff er auf den Tempelschatz zu und entfernte alles, was sich an goldenen Geräten und Ornamenten im Tempel fand. Nach dem Bericht des Josephus handelte es sich um die Summe von insgesamt 10.000 Talenten (etwa 300–400 t Gold). Doch in der Schlacht bei Carrhae kamen in einer verheerenden Niederlage 20.000 Soldaten ums Leben, darunter Crassus selbst und sein Sohn, 10.000 gerieten in Gefangenschaft. In Judäa betrachtete man diese Niederlage als Rache Gottes für den Tempelraub.
Aus der Schlacht konnte sich Gaius Cassius Longinus mit seinem Truppenteil retten. Nach Syrien zurückgekehrt trat er die Nachfolge von Crassus an. Nachdem er die Grenzen Syriens gegen nachdrängende Parther gesichert hatte und Alexander, Sohn des Aristobulos, zum Frieden verpflichtet hatte, schlug er in Judäa einen weiteren Aufstand von Anhängern des Aristobulos bei Tarichea am See Genezareth nieder, verkaufte 30.000 aufständische Juden in die Sklaverei und ließ Peitholaos, einen ihrer Anführer, auf Anraten des Antipatros, des Vaters von Herodes dem Großen, hinrichten.
Die in Rom stark gewachsenen Spannungen führten im Jahr 49 v. Chr. zum Ausbruch des Bürgerkriegs zwischen Pompeius und Cäsar. Dabei rivalisierten die jüdischen Parteien im Machtkampf zwischen Caesar und Pompeius mit wechselnden Allianzen. Caesar entließ Aristobulos aus der römischen Gefangenschaft, um Pompeius in Syria zu schwächen. Doch als dessen Anhänger Aristobulos vergiftet und seinen Sohn Alexander enthauptet hatten, wechselten der Priester Hyrkanos und der Idumäer Antipatros auf Caesars Seite und halfen ihm in der Folge, in Alexandria zu siegen.
In dieser Zeit wurde Palästina nämlich in den ägyptischen Bürgerkrieg hineingezogen. Kleopatra VII. war ungefähr im Herbst 49 v. Chr. aus Alexandria vertrieben worden. Sie warb in Palästina Söldner an und marschierte mit ihrer Privatarmee gegen die Grenzfestung Pelusium. Mit seinen Ratgebern und der Armee zog ihr Bruder Ptolemaios XIII. ihr entgegen, doch bevor es zum Kampf kam, erschien Pompeius im September 48 v. Chr. (nach dem vorjulianischen Kalender) an der Küste, wohin er nach seiner Niederlage bei Pharsalos geflohen war. Der römische Feldherr, der wegen seines Freundschaftsverhältnisses mit Ptolemaios XII. als Vormund von dessen Sohn Ptolemaios XIII. auftreten konnte, bat die ägyptische Regierung um Unterstützung. Der Römer wurde jedoch ermordet; zwei Tage später landete sein Hauptgegner Caesar in Ägypten. Dort unterstützte ihn nun ein jüdisches Kontingent unter der Führung Antipaters im Kampf gegen Ptolemaios XIII.
Dafür belohnte Caesar Hyrkanos mit dem erblichen Amt des Hohenpriesters und machte Antipatros zum faktischen Herrscher Judäas. Antipatros wurde sein Klient, eine Verbindung, die zur Grundlage der engen Beziehung zwischen Antipatros’ Nachkommen und den Herrschern Roms wurde. Darüber hinaus wurde Antipatros das römische Bürgerrecht mit dem Privileg der Steuerfreiheit verliehen. Die Hafenstadt Joppe (heute ein Stadtteil von Tel Aviv) fiel an Judäa, und Jerusalem durfte neu befestigt werden. Der Tempel behielt seine eigene Gerichtshoheit über Judäa, Idumäa, Peräa und Galiläa.
Nach der Ermordung Caesars floh Kleopatra 44 v. Chr. von Rom nach Ägypten, wo sie bald ihren Bruder Ptolemaios XIV. beseitigen ließ. Dort gewann die Königin auch das Herz des Marcus Antonius, der ihr 36 v. Chr. die früheren ptolemäischen Gebiete in Syrien und Kleinasien zuerkannte.
Nachdem Antipatros 43 v. Chr. vergiftet worden war, folgte ihm sein Sohn Herodes der Große, der bereits seit 47 v. Chr. Statthalter von Galiläa war. Als 40 v. Chr. Antigonos und die Parther in Judäa einfielen, floh Herodes nach Rom. Dort wurde er unter dem zweiten Triumvirat, bestehend aus Octavian, Marcus Antonius und Lepidus, zum König von Jerusalem ernannt. Von 39 bis 37 v. Chr. führte Herodes Krieg gegen Antigonos. Nach der Eroberung von Jerusalem und dem Sieg über Antigonos wurde dieser auf Befehl von Marcus Antonius hingerichtet.
Nachdem jedoch die Flotten des Antonius und der Kleopatra 31 v. Chr. in der Schlacht bei Actium von Octavian, dem späteren Kaiser Augustus, besiegt worden waren, fiel das Ptolemäerreich an Rom. Im Konflikt zwischen den Triumvirn entschied sich Herodes rechtzeitig gegen seinen Gönner Antonius und für Octavian. Im Jahr 30 v. Chr. wurde er deshalb auf Rhodos von Octavian als König bestätigt.

### Nabatäer
König Aretas III. Philhellen (87–62 v. Chr.) eroberte Damaskus, mischte sich in die Machtkämpfe der Hasmonäer ein und belagerte Jerusalem. Nun mischte sich jedoch Rom ein. Im Auftrag des Pompeius bereitete der Feldherr Marcus Aemilius Scaurus der Besetzung Jerusalems ein Ende. Er besiegte Aretas und schloss 62 v. Chr. vor Petra unter Vermittlung der Hasmonäer einen Vergleich. Petra wurde gegen Zahlung von 300 Talenten Vasall Roms.

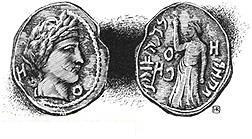
Bronzemünze Aretas’ IV., eigentl. Aeneas

So geriet das Reich zwar in ein Vasallenverhältnis zu Rom, konnte seine Unabhängigkeit jedoch noch fast 200 Jahre lang wahren. Der Wohlstand der Stadt wuchs weiter und die Bauten nahmen seit dem 1. Jahrhundert v. Chr. immer monumentalere Formen an. Zur Zeit Aretas’ IV. (8 v. Chr.–40 n. Chr.) entstand der Haupttempel als repräsentativer Bau im Zentrum der Stadt. Schätzungen gehen davon aus, dass Petra etwa 30.000–40.000 Einwohner zählte. 24 v. Chr. gelang ihnen die Unterwerfung des weit im Süden liegenden Dadan; zu dieser Zeit kontrollierten sie bereits das nahe gelegene Hegra.
Der Geschichtsschreiber Diodor (1. Jahrhundert v. Chr.) schrieb, wohl unter Zitation älterer Klischees:
Sie führen ein Räuberleben und plündern oft auf Raubzügen die Nachbarländer aus. […] Sie pflanzen weder Korn oder andere früchtetragende Bäume an, noch trinken sie Wein, noch bauen sie irgendwelche Häuser. […] Obwohl es viele andere arabische Stämme gibt, die die Wüste als Weide nutzen, übertreffen sie die anderen bei weitem an Reichtum, obwohl sie nicht viel mehr als 10.000 zählen, denn nicht wenige sind gewohnt, Weihrauch und Myrrhe und auserlesene Gewürze zum Meer zu bringen.
König Malichus I. (59–nach 30 v. Chr.) verbündete sich 40 v. Chr. mit den Parthern gegen Rom. 32 v. Chr. attackierte Herodes – angeblich auf Initiative Kleopatras – Malichus. Nach einem Sieg bei Diospolis/Dion erlitt er bei Kanatha eine Niederlage gegen die Nabatäer. Diesen sei ihr Erfolg laut Josephus nur mit Hilfe von Kleopatras Strategen Athenion gelungen, eine Angabe, die der Althistoriker Christoph Schäfer bezweifelt. Schließlich schlug Herodes die Nabatäer im Sommer 31 v. Chr. entscheidend bei Philadelphia, dem heutigen Amman.
Rom förderte in der Folgezeit den Schiffsverkehr auf dem Roten Meer und ließ Karawanenwege anlegen, die Petra im Norden umgingen. Der letzte Nabatäerkönig Rabbel II. (70–106) trug dem daraus folgenden wirtschaftlichen Niedergang Rechnung, indem er die Hauptstadt nach Bostra verlegte.
Unter Trajan verlor das Königreich Nabataea im Jahr 106 seine relative Unabhängigkeit und wurde als römische Provinz Arabia Petraea ins Reich eingegliedert. Wirtschaftlich wurde Petra bald von Gerasa in den Schatten gestellt.

## Römisches Klientelkönigtum der Hasmonäer (43 v. Chr.–71 n. Chr.)

### Herodes der Große (43–4 v. Chr.)

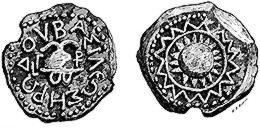
Kupfermünze des Herodes (Madden: History of Jewish Coinage and of Money in the Old and New Testament), Bernard Quaritch, London 1864

Herodes I. oder Herodes der Große wurde 37 v. Chr. König von Judäa, Galiläa und Samaria. Als von Rom eingesetzter und gestützter Klientelkönig war seine Souveränität jedoch eingeschränkt. Als Idumäer gehörte Herodes zwar keinem der jüdischen Stämme an, war jedoch Jude, da der Hasmonäerkönig Johannes Hyrkanos I. (175–104 v. Chr.) bei der Eroberung Idumäas die Bewohner zur Annahme des Judentums gezwungen hatte. Obwohl er sich strikt an die jüdischen Regeln und Riten hielt und alles unterließ, was den Zorn des jüdischen Volkes oder der jüdischen Obrigkeit hätte hervorrufen können, wurde ihm vorgehalten, er sei kein Jude, da in der Tora steht: „Nur aus der Mitte deiner Brüder darfst du einen König über dich einsetzen.“ (Dtn 17,15 )
Herodes war der zweite Sohn von Antipatros und dessen Frau Kypros, einer Nabatäerin. 47 v. Chr. wurde er, wenig mehr als 25 Jahre alt, von seinem Vater als Statthalter von Galiläa eingesetzt. Nachdem sein Vater, der einst Caesar unterstützt hatte, vier Jahre später vergiftet worden war, verlobte er sich 42 v. Chr. mit der Hasmonäerin Mariamne I. und ließ sich von seiner ersten Frau scheiden. 40 v. Chr. fielen Antigonos und die Parther in Judäa ein; Antigonos wurde König von Jerusalem. Herodes floh und reiste anschließend nach Rom. 36 v. Chr. machte Herodes auf Bitten seiner Frau Mariamne seinen Schwager Aristobulos zum Hohepriester, ließ den 16-Jährigen jedoch nach dessen erstem Auftritt zum Laubhüttenfest nach Abschluss der Feiern ertränken.

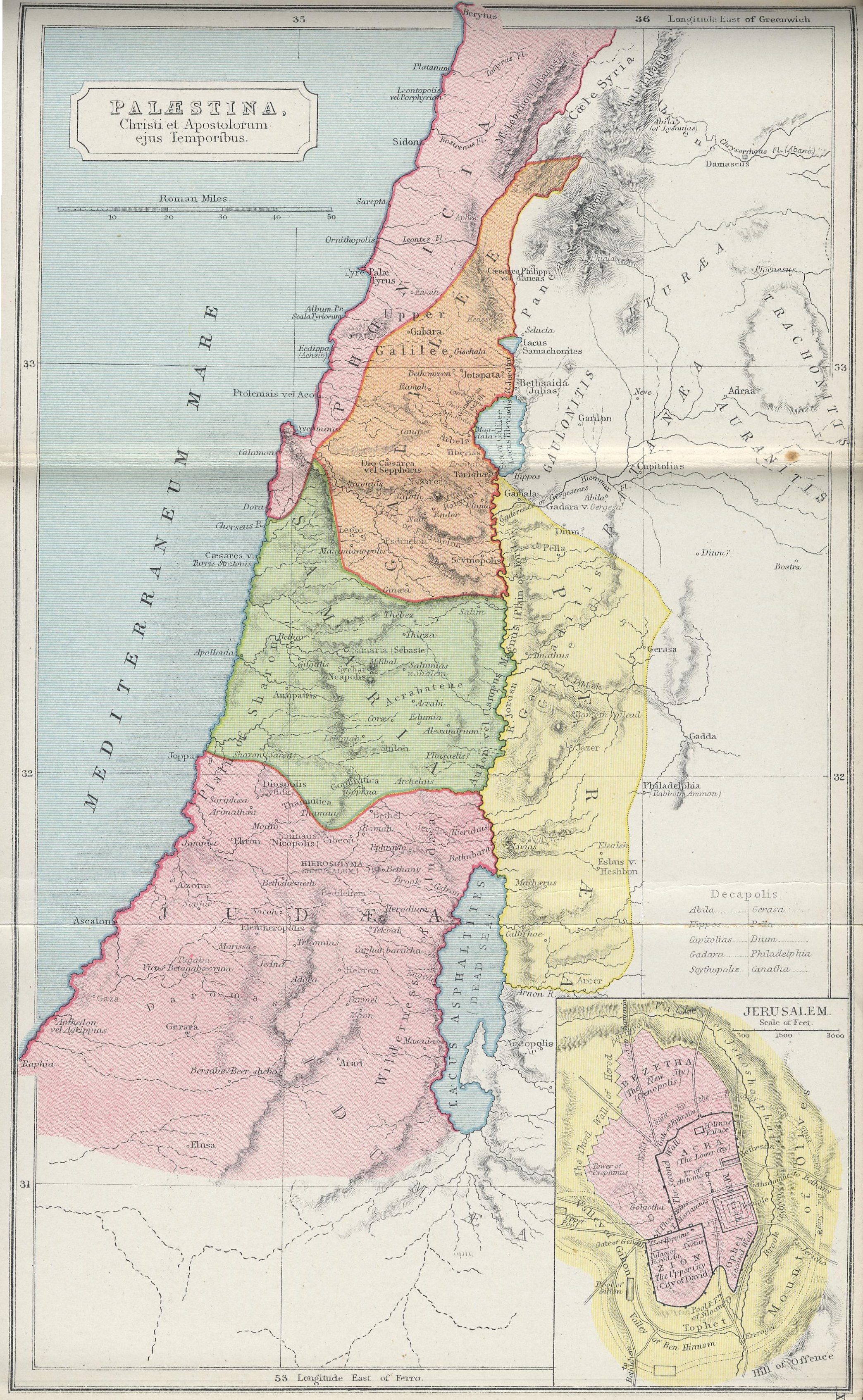
Karte Palästinas zur Zeit des Herodes

32 bis 31 v. Chr. besiegte Herodes die Nabatäer. Er entschied sich gegen seinen Gönner Antonius und für Octavian. Im Jahr 30 v. Chr. wurde Herodes auf Rhodos demzufolge vom siegreichen Octavian als König bestätigt. 29 v. Chr. ließ er seine Frau Mariamne hinrichten, im Jahr darauf auch seinen Schwager Kostobaros wegen einer Verschwörung. Ein Attentat auf Herodes wurde im Jahr 27 v. Chr. vorzeitig aufgedeckt. Zu Ehren von Augustus ließ Herodes Samaria ausbauen und in „Sebaste“ (vom griechischen σεβαστός „Erhabener“, entsprechend dem lateinischen „Augustus“) umbenennen. 27 v. Chr. fanden große Festspiele in Jerusalem statt, wo Herodes ein Theater und ein Amphitheater errichten ließ. In Galiläa, das ihm starken Widerstand entgegengesetzt hatte, baute Herodes während seiner langen Herrschaft nichts für die dortigen Juden. Nach einer Dürre 25 v. Chr. gab es eine Hungersnot und Seuchen. Herodes ließ in Ägypten Getreide beschaffen, außerdem erließ er ein Drittel aller Steuern.

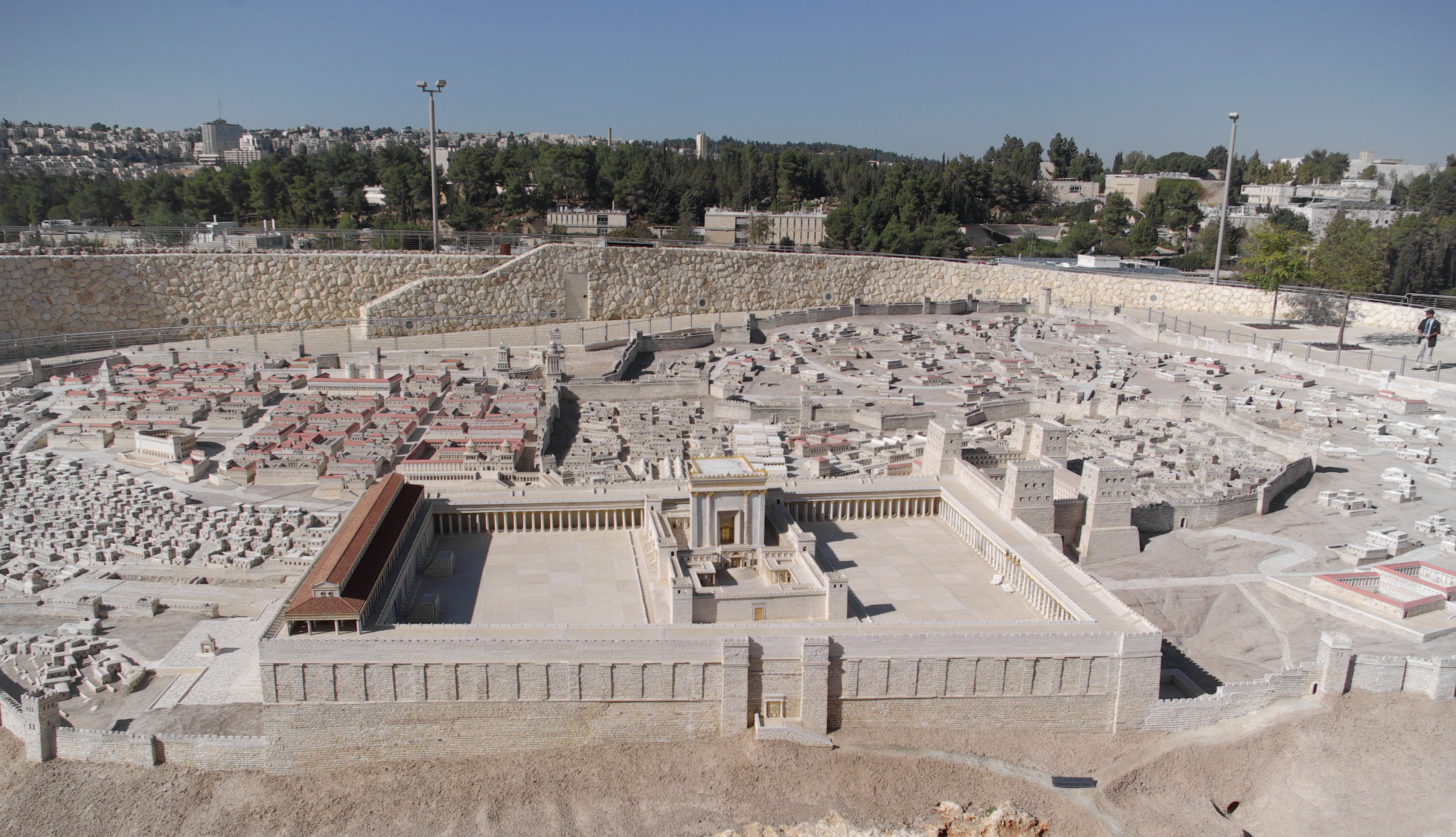
Modell des Tempels in Jerusalem, Israelmuseum

Herodes ließ sich 23 v. Chr. in Jerusalem einen Königspalast errichten sowie die Residenz Herodeion in Judäa. Er heiratete eine weitere Frau, wieder mit dem Namen Mariamne; sie war die Tochter des Priesters Simon Boethos. Von Augustus erhielt er die Landschaften Trachonitis, Batanäa und Auranitis zu seinem Herrschaftsgebiet hinzu. Zwischen 20 und 10 v. Chr. entstand der prächtige Um- und Ausbau des zweiten Jerusalemer Tempels, der daraufhin den Namen Herodianischer Tempel erhielt.
14 v. Chr. setzte sich Herodes für die Juden in Kleinasien und Kyrene ein. Aufgrund der wirtschaftlichen Prosperität in Judäa erließ er ein Viertel aller Steuern. Durch die Gewinnung von Erdpech am Toten Meer hatte er zeitweilig fast ein Monopol dieser für das Kalfatern so wichtigen Substanz durchgesetzt; vom römischen Kaiser hatte er zudem die Kupferminen auf Zypern gepachtet. In Verbindung mit britischem Zinn erreichte er so eine dominante Stellung bei der Herstellung von Bronze.
Die Regelung der Nachfolge brachte Herodes, dessen Söhne nach der Herrschaft strebten, weit ausgreifende Machtkämpfe ein, in denen stets Rom ins Kalkül gezogen werden musste. Da er fürchtete, dass ihm die beiden Söhne (mit der ersten Mariamne) Alexandros und Aristobulos im Jahr 12 v. Chr. nach dem Leben trachteten, klagte Herodes sie vor dem Kaiser an. Er fuhr mit beiden ins oberitalienische Aquileia, wo der Prozess stattfinden sollte; doch Augustus konnte die drei Männer aussöhnen. Seine Nachfolge regelte Herodes so, dass sowohl Alexandros als auch Aristobulos in königlichen Rang erhoben, jedoch Antipatros Oberkönig werden sollte.
Infolge eines Kriegszuges gegen die Nabatäer, die im Bunde mit Aufständischen standen, fiel Herodes bei Augustus in Ungnade. Wiederum vermutete Herodes, dass Alexandros beabsichtigte, ihn zu ermorden. Nach einem neuerlichen Verdacht ein Jahr darauf klagte Herodes die Söhne der Mariamne (I.) wegen Hochverrats an. Er konnte sich mit Augustus aussöhnen, und dieser gestattete Herodes, gerichtlich gegen seine Söhne vorzugehen. Die Gerichtsverhandlung fand 7 v. Chr. in Berytos (Beirut) vor einem römischen Gericht statt, die Mariamne-Söhne wurden schuldig gesprochen und hingerichtet. Die Erbfolge wurde dahingehend geändert, dass nun Antipatros alleiniger Thronfolger werden sollte. An zweiter Stelle reihte er seinen gleichnamigen Sohn aus der Ehe mit der zweiten Mariamne Herodes Boethos ein. Herodes ging im Jahr 6 v. Chr. mit Härte gegen Pharisäer vor, die verkündet hatten, dass mit der Geburt des Messias das Ende seiner Herrschaft bevorstünde. Antipatros wurde ein Jahr danach ebenfalls wegen eines Komplotts vor Gericht gestellt. Der Schuldspruch musste erst durch den römischen Kaiser gebilligt werden, woraufhin ihn Herodes hinrichten ließ. Herodes bestimmte nun seinen Sohn Herodes Antipas aus vierter Ehe mit Malthake zu seinem Thronfolger. Er war zu dieser Zeit schon von einer schweren Krankheit gezeichnet. Junge Toraschüler zerschlugen 4 v. Chr. nach einem Aufruf von pharisäischen Lehrern den goldenen Adler über dem Haupteingang zum Tempel in Jerusalem als angeblich römisches Symbol. Herodes ließ die Schuldigen verhaften, vor Gericht stellen und bestrafen.
Er änderte nochmals sein Testament: Herodes Archelaos (aus der Ehe mit Malthake) sollte als König über das gesamte Reich herrschen, während Herodes Antipas und Herodes Philippos (aus der Ehe mit Kleopatra aus Jerusalem – nicht zu verwechseln mit der ägyptischen Königin) gemeinsam über Galiläa und Peräa, beziehungsweise über Gaulanitis (Golan), Trachonitis, Batanäa und Panias herrschen sollten. Ende März oder spätestens Anfang April des Jahres 4 v. Chr. starb Herodes. Da Augustus Herodes’ Testament nicht bestätigte, erhielt keiner den Königstitel. Jedoch erhielten die drei Kinder die ihnen zugedachten Gebiete. Kurz vor seinem Tod ließ Herodes die angesehensten jüdischen Männer in der Rennbahn in Jericho einschließen. Sein Plan war, sie bei seinem Tod ermorden zu lassen, damit die Juden bei seinem Begräbnis weinen würden. Seine Schwester Salome und ihr Mann Alexas vereitelten jedoch den Plan und befreiten die Männer.

### Herodianische Tetrarchie
Nach dem Tod des Herodes teilte Augustus sein Reich unter seine Söhne Herodes Antipas (Galiläa und Peräa), Herodes Archelaos (Judäa und Samaria) und Herodes Philippos (Ituräa, Golan, Trachonitis) auf.
Der Ethnarch Herodes Archelaos und der Tetrarch Herodes Antipas, beide Söhne aus der fünften Ehe des Herodes mit der Samaritanerin Malthake, waren Halbbrüder des Herodes Philippos, die zusammen mit ihm in Rom erzogen worden waren. Philippos war mit seiner Nichte Salome verheiratet, der wegen ihrer Beteiligung an der Hinrichtung Johannes des Täufers berüchtigten Tochter der Herodias. Ihre Ehe blieb jedoch kinderlos.
Der älteste Sohn Archelaos erhielt den größten Teil des Königreichs, während Antipas und Philippos kleinere Herrschaftsbereiche zugeteilt bekamen. Dabei erbrachten die nördlichen, nach Osten gegen die Wüste offenen Landstriche, die Herodes Philippos als Landesherr regierte, nur einen jährlichen Steuerertrag von 100 Talenten. Hingegen erbrachten die Gebiete des Ethnarchen Archelaos 600 Talente pro Jahr. Philippos ließ die an den Quellen des Jordan gelegene Stadt Paneas ausbauen und gab ihr zu Ehren des Kaisers Tiberius den Namen Caesarea (Philippi). Die am See Genezareth gelegene Siedlung Bethsaida erhob er in den Rang einer Stadt und nannte sie nach Julia, der Tochter des römischen Kaisers Augustus, Julias. Flavius Josephus berichtet: „Er war seinen Untertanen ein milder Herrscher und ruhigen Gemütes, brachte auch sein ganzes Leben in seinem eigenen Lande zu. So oft er sich aus seinem Hause begab, nahm er nur wenige Auserlesene mit und ließ sich den Thronsessel, von dem aus er Recht sprach, auf allen Wegen nachtragen. Begegnete ihm dann jemand, der Hilfe und Beistand begehrte, so wurde der Sessel sogleich aufgestellt, und nun hielt er Untersuchung ab, bestrafte die Schuldigen und sprach die unschuldig Angeklagten frei.“ Die Tetrarchie des Philippos wurde nach seinem Tod im Jahr 34 n. Chr. von Kaiser Tiberius der Provinz Syrien zugeschlagen, im Jahr 37 erhielt sein Verwandter Herodes Agrippa I. das Gebiet von Kaiser Caligula. Salome heiratete Aristobulos, den Sohn des Herodes von Chalkis, einen Enkel Herodes des Großen. Dieser wurde später König von Kleinarmenien (Armenia minor).
Herodes Archelaos wurde von Herodes dem Großen zum Nachfolger bestimmt und herrschte für ein Jahrzehnt; seine Gebiete wurden von Rom eingezogen. Er schlug zunächst einen Aufruhr der Pharisäer im Tempel nieder, bei dem 3000 Juden ums Leben kamen. Danach segelte er nach Rom, um von Augustus seinen Herrschaftsanspruch bestätigt zu bekommen. Dort trat jedoch sein Bruder Herodes Antipas gegen ihn auf. Augustus ernannte dennoch Archelaos zum Ethnarchen über Judäa, Samaria und Idumäa; er sagte ihm den Königstitel zu, sollte er gut regieren. Doch Archelaos war ein unberechenbarer Regent. Nach seiner Rückkehr ernannte er an Stelle des Joazar ben Boethos dessen Bruder Eleazar zum Hohepriester, an dessen Stelle trat bald Josua ben Sie, doch auch ihn ersetzte Archelaos kurz darauf durch Joazar ben Boethos. Bei den Juden erregte besonderen Anstoß, dass er seine erste Frau Mariamne – möglicherweise Antipaters Witwe – verstieß, um die Frau seines hingerichteten Halbbruders Alexander, Glaphyra, zu heiraten, obwohl diese seit Alexanders Tod mit König Juba II. verheiratet war. 6 n. Chr. verklagten ihn Juden und Samariter bei Augustus, der ihn durch einen Abgesandten nach Rom berief. In einer Gerichtsverhandlung ließ er ihn seines Amtes entheben, sein Vermögen einziehen und ihn nach Vienna in Gallien verbannen. Seine Ethnarchie wurde in eine römische Provinz umgewandelt.
Herodes Antipas (der Beiname Antipatros – Stellvertreter des Vaters – wurde ihm erst später zur Unterscheidung von seinem Vater gegeben) war Herrscher von Peräa und Galiläa. wo sich seine Hauptstadt Sepphoris befand. Er gründete Tiberias am See Genezareth, das nach Kaiser Tiberius benannt wurde. Seine Schwägerin und Nichte Herodias, die Frau seines Halbbruders Herodes Boethos, verließ ihren Mann aus Liebe zu Antipas, der wiederum seine erste Frau, die Tochter des nabatäischen Königs Aretas IV. verstieß. Dieser doppelte Ehebruch erregte bei den Juden Anstoß und der gekränkte Schwiegervater Aretas brachte ihm eine schwere militärische Niederlage bei. Nach biblischer Darstellung hielt Johannes der Täufer dem Herodes Antipas um 28 n. Chr. den doppelten Ehebruch öffentlich vor, woraufhin Johannes verhaftet und später auf Veranlassung der Herodias hingerichtet wurde. Flavius Josephus erwähnt in seinem Bericht über die Hinrichtung Johannes des Täufers hingegen nichts von dieser Kritik des Täufers. Er nennt vielmehr die Verhinderung einer möglichen Rebellion als Motiv für die Verhaftung und Hinrichtung. Herodes Antipas ging im Jahr 39 nach Rom, um von Caligula den Königstitel zu erhalten, wurde jedoch aufgrund von schweren Anklagen, die sein Neffe und Schwager Herodes Agrippa I. gegen ihn vorgebracht hatte, nach Lugdunum in Gallien verbannt. Sein Reich wurde mit dem Gebiet des Herodes Agrippa vereinigt.
Herodes Agrippa I. war der Sohn des jüdischen Prinzen Aristobulos und dessen Frau Berenike und damit ein Enkel König Herodes’ des Großen. Einer seiner Brüder war Herodes von Chalkis, der Herrscher des Königreichs Chalkis von 44 bis 48. Sein anderer Bruder war Aristobulos der Jüngere, der mit Jotape, der Tochter des Königs Sampsigeramos II. (14–48) von Emesa verheiratet war. Herodes Agrippa wurde in Rom zusammen mit Drusus, dem Sohn des Tiberius, sowie mit dem späteren Kaiser Claudius erzogen. Wie Flavius Josephus berichtet, dachte der aus Rom geflohene, völlig überschuldete Agrippa in seiner Verzweiflung an Selbstmord, doch seiner Ehefrau Kypros, einer Enkelin Herodes des Großen, gelang es, dies abzuwenden, indem sie Unterstützung von Herodes Antipas und dessen Gattin Herodias erbat. Doch erst dank der finanziellen Hilfe des reichen Juden Tiberius Iulius Alexander konnte er 35/36 wieder nach Rom zurückkehren. Im Jahre 37 n. Chr. eröffneten sich Agrippa, der von seinen Kontakten zu den führenden Persönlichkeiten in Rom profitieren konnte, neue Perspektiven: Kaiser Caligula ernannte ihn zum König der Tetrarchie des verstorbenen Herodes Philippos und zwei Jahre später auch für das Gebiet des nach Südgallien verbannten Herodes Antipas. Im Jahre 41 erhielt Agrippa von Claudius zusätzlich die Gebiete des Herodes Archelaos. Damit umfasste sein Machtbereich das gesamte Gebiet seines Großvaters.
Wohl 42 n. Chr. versammelte Agrippa in Tiberias die von Rom abhängigen Klientelkönige. Diese waren sein Bruder Herodes von Chalkis, Polemon II. von Pontos, Kotys von Kleinarmenien, Antiochos IV. von Kommagene und Sampsigeramos von Emesa, der Schwiegervater seines Bruders Aristobulos. Der anscheinend zu dieser Konferenz nicht eingeladene, aber noch während des Königstreffens in Tiberias erschienene römische Statthalter von Syrien Vibius Marsus sandte Boten an die königlichen Gäste, um sie zur Rückkehr in ihre Heimat auffordern zu lassen. Agrippa bat den Kaiser brieflich mehrmals – allerdings vergeblich – darum, an Marsus' Stelle einen neuen Statthalter zu entsenden.
Innenpolitisch versuchte er durch Ausrichtung nach den jüdischen Gesetzen die einflussreichen Juden auf seine Seite zu ziehen. Aus diesem Grund zettelte er wohl auch eine Verfolgung der jungen christlichen Gemeinde Jerusalems an, in deren Verlauf der Apostel Jakobus ermordet wurde und Simon Petrus in Gefangenschaft geriet. Er starb 44 n. Chr. Sein Tod ist in der biblischen Apostelgeschichte des Lukas beschrieben:

„Als es aber Tag geworden war, gab es eine nicht geringe Bestürzung unter den Soldaten, was wohl aus Petrus geworden sei. Als aber Herodes nach ihm verlangte und ihn nicht fand, zog er die Wächter zur Untersuchung und befahl, sie abzuführen; und er ging von Judäa nach Cäsarea hinab und verweilte dort. Er war aber sehr erbittert gegen die Tyrer und Sidonier. Sie kamen aber einmütig zu ihm, und nachdem sie Blastus, den Kämmerer des Königs, überredet hatten, baten sie um Frieden, weil ihr Land von dem königlichen Land ernährt wurde. An einem festgesetzten Tag aber hielt Herodes, nachdem er königliche Kleider angelegt und sich auf den Thron gesetzt hatte, eine öffentliche Rede an sie. Das Volk aber rief ihm zu: Eines Gottes Stimme und nicht eines Menschen! Sogleich aber schlug ihn ein Engel des Herrn, dafür, daß er nicht Gott die Ehre gab; und von Würmern zerfressen, verschied er. Das Wort Gottes aber wuchs und mehrte sich.“

Ein ähnlicher Bericht findet sich bei Flavius Josephus.
Sein Sohn Herodes Agrippa II. war zu jung, um die Nachfolge anzutreten. Das Königreich wurde daher zur römischen Provinz umgewandelt und von römischen Prokuratoren verwaltet.  Eine seiner Töchter, Drusilla, heiratete später den Prokurator von Judäa Marcus Antonius Felix.
Von 50 bis 70 war Herodes Agrippa II. der letzte Hasmonäerkönig. Erst nach dem Tod seines Onkels Herodes von Chalkis übernahm Herodes Agrippa II. die Königswürde und die Oberaufsicht über den Tempeldienst in Jerusalem, mit dem Recht, den Hohepriester einzusetzen. Er wurde dadurch zum religiösen Oberhaupt aller Juden sowohl in Palästina als auch in der Diaspora. Dabei setzte er sich 53 für die Juden von Alexandria ein; im selben Jahr erhielt er von Claudius anstelle von Chalkis in Syrien die ehemalige Tetrarchie des Herodes Philippos, also die Landschaften Batanaea, Trachonitis und Gaulanitis, sowie die Gebiete des Lysanias. 64 überließ ihm Kaiser Nero die Städte Tiberias und Tarichea in Galiläa und Julias in Peräa mit den umliegenden Dörfern. Herodes Agrippa II. versuchte vergeblich, den Jüdischen Krieg (66–70/73 n. Chr.) gegen die Römer zu verhindern. Nach dem Krieg begleitete er den römischen Feldherrn und späteren Kaiser Titus nach Rom, wo er bis zu seinem Tod im Jahr 93 lebte.

## Aufstände gegen Rom (66–135 n. Chr.)

### Jüdischer Krieg (66–70 n. Chr.), Zerstörung Jerusalems und des Tempels

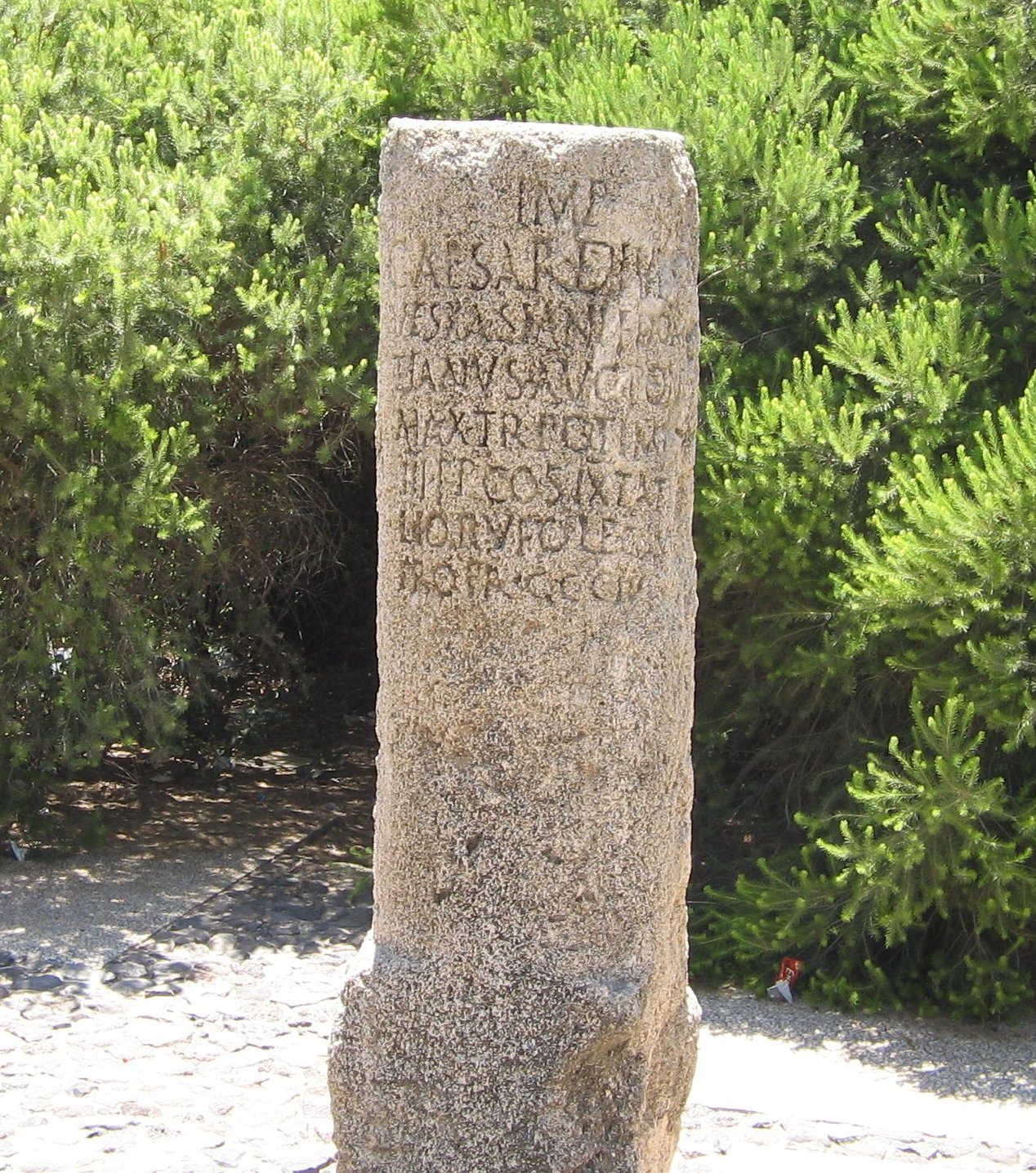
Meilenstein aus der Zeit Kaiser Domitians. Die Inschrift lautet: „Imp(erator) / Caesar divi / Vespasiani f(ilius) Dom/itianus Aug(ustus) pont(ifex) / max(imus) tr(ibunicia) pot(estate) imp(erator) / III p(ater) p(atriae) co(n)s(ul) IX T(ito) Ati/lio Rufo leg(ato) Aug(usti) / pro pr(aetore) CCCIV“

Ein im Jahr 66 n. Chr. begonnener Aufstand gegen das römische Reich weitete sich zum Jüdischen Krieg aus, der von Flavius Josephus in seinem Werk De bello Judaico beschrieben wird. Bei der Zerstörung Jerusalems im Jahr 70 wurde auch der herodianische Tempel zerstört, was auf dem Titusbogen in Rom dargestellt wird. Juden konnten weiter in ihrem Land leben, bis der Bar-Kochba-Aufstand auf Befehl von Kaiser Hadrian beendet wurde, wobei ein großer Teil der Bevölkerung ums Leben kam oder versklavt wurde.
In Judäa waren die Steuern erdrückend, und die Statthalter nutzten ihr Amt aus, um die Provinzialen zu erpressen. Auch kam es zu Provokationen gegenüber der jüdischen Religion, deren Monotheismus mit der römischen Staatsreligion unvereinbar war. Zur Niederwerfung des Aufstands wurde im Herbst 66 der syrische Legat Gaius Cestius Gallus mit 12.000 Legionären und Hilfstruppen nach Jerusalem geschickt. Gallus musste sich jedoch unter hohen Verlusten zurückziehen.
Mit der Führung des Krieges beauftragte Kaiser Nero Vespasian. Als Gründe für seine Berufung nennt Sueton seine Tüchtigkeit und Erfahrung und vor allem, dass er wegen seiner einfachen Herkunft in den Augen Neros keine Gefahr darstellte. Vespasians 60.000 Mann umfassendes Heer bestand neben drei Legionen aus 23 Auxiliarkohorten, Reiterabteilungen sowie 15.000 Mann Hilfstruppen der verbündeten orientalischen Fürsten. Vespasians Sohn Titus belagerte 67 Iotapata und eroberte Iapha. Bis zum Mai/Juni 69 waren alle abgefallenen Städte abgesehen von den Festungen Herodeion, Machairos und Masada zurückerobert, damit war Jerusalem isoliert.
Während der Belagerung von Iotapata wurde der jüdische Befehlshaber Iosephus gefangen genommen. In seiner Gefangenschaft prophezeite er Vespasian das Kaiseramt; später, nachdem Vespasian tatsächlich die Kaiserwürde erlangt hatte, wurde er freigelassen. Über den Kriegsverlauf verfasste er sein Werk De bello Iudaico.
Nach Beginn des Jüdischen Krieges stürzte das Römische Reich in seine schwerste Krise seit der Begründung des Prinzipats. Diese Krise und der Sturz Neros sind auf die katastrophale Lage der römischen Finanzen und die schwindende Akzeptanz des Kaisers beim Heer sowie der stadtrömischen Plebejer zurückzuführen. Nach dem Tod Neros folgte in Judäa eine einjährige Phase der Inaktivität. Titus unterstützte seinen Vater durch Verhandlungen mit dem syrischen Statthalter Gaius Licinius Mucianus über eine Revolte gegen den nur kurzzeitig herrschenden Vitellius. Im Juli 69 riefen die Legionen Syriens, Ägyptens und Judäas Vespasian zum Kaiser aus. Vespasian besiegte Vitellius in der Schlacht von Bedriacum in Oberitalien am 24. Oktober 69.
Titus, der nun zum römischen Thronfolger aufgestiegen war, erhielt den Auftrag, den Jüdischen Krieg zu Ende zu führen, also Jerusalem einzunehmen. Ob außer der Eroberung auch die völlige Zerstörung der Stadt und des Tempels geplant war, geht aus den Quellen nicht eindeutig hervor.

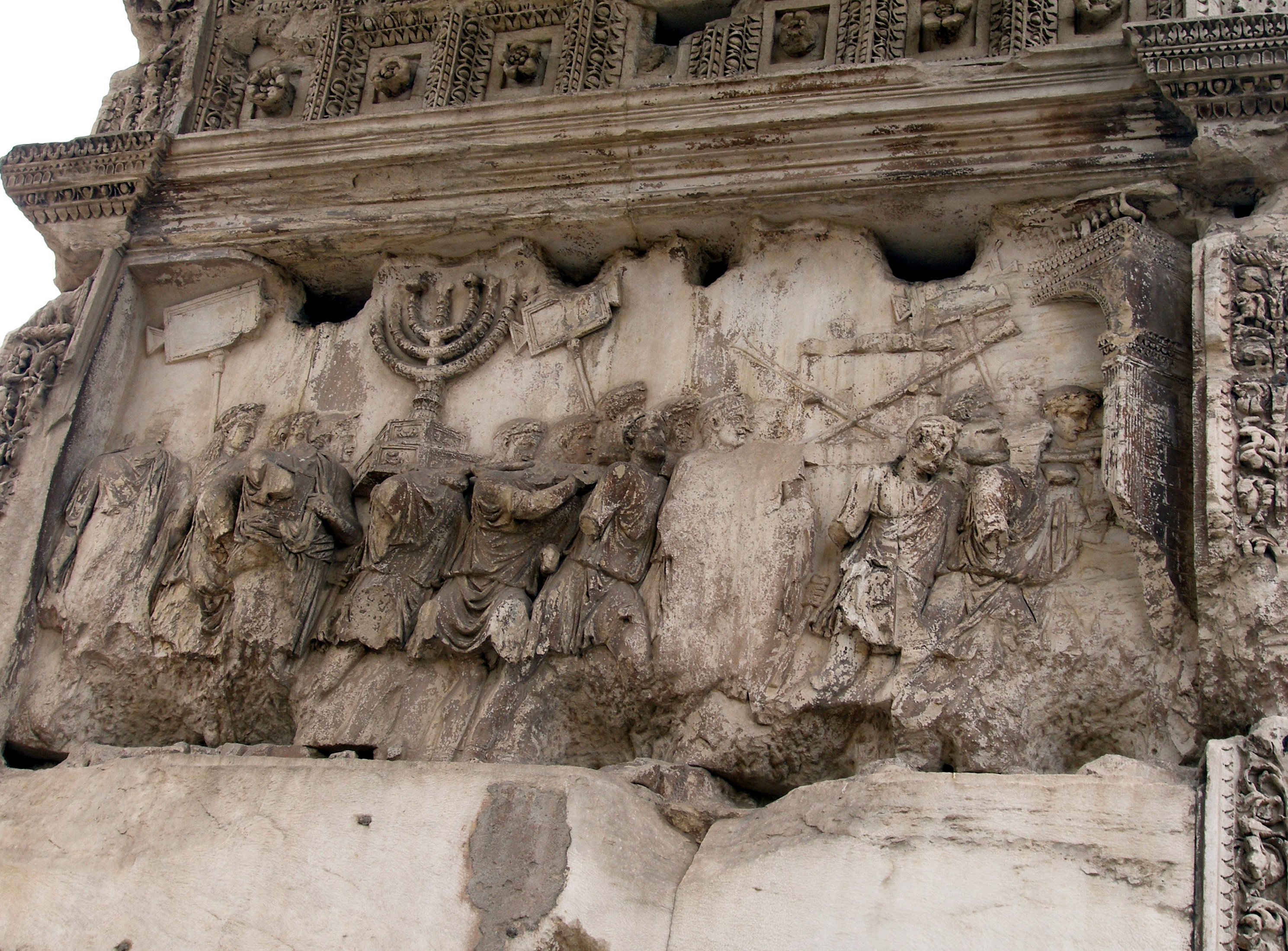
Schätze aus dem Jerusalemer Tempel, darunter auch die Menora, werden nach der Eroberung Jerusalems im Triumphzug nach Rom gebracht (Darstellung auf der Innenseite des Titusbogens in Rom)

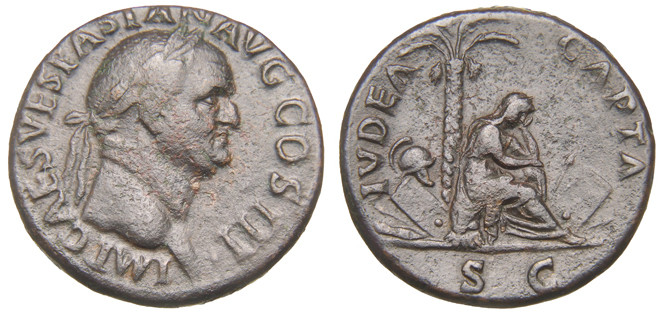
Bronzemünze (As) des Kaisers Vespasian von 71 n. Chr., auf der Vorderseite der Kopf des Kaisers, auf der Rückseite die unter einer Palme trauernde Personifikation Iudaeas mit der Beischrift „Iudaea capta“ („Iudaea ist erobert“)

Mit vier Legionen begann während des Pessachfestes im Frühling die Belagerung Jerusalems. Dort hatte sich fast ein Drittel der Gesamtbevölkerung Iudaeas versammelt, um das wichtigste jüdische Fest zu feiern, weshalb die Bevölkerung der Stadt für einige Tage auf das Zehnfache angestiegen war. Gleich zu Beginn der Belagerung soll Titus die aus der Stadt Fliehenden vor den Augen der Belagerten gemartert und gekreuzigt haben. Auf diese Weise sollen, wie Flavius Iosephus berichtet, jeden Tag 500 Juden hingerichtet worden sein. Nach der Erstürmung und Zerstörung der zweiten Ringmauer ließ Titus die ganze Stadt durch eine Mauer umschließen. Dadurch sollen innerhalb weniger Wochen über 600.000 Juden verhungert sein. Tacitus hingegen schätzte die Gesamtzahl der Belagerten auf 600.000 Menschen. Die innere Stadt und der Tempel hielten bis Anfang August der Belagerung stand. Nachdem Titus’ Soldaten den äußeren Hof des Tempels erreicht hatten, brannten sie das Bauwerk nieder und töteten alle, die sie noch antrafen. Angeblich starben bei der Belagerung etwa 1.100.000 Menschen, nur 97.000 sollen überlebt haben. Die Überlebenden wurden in die Sklaverei verkauft oder in Zirkusspielen umgebracht, das jüdische Land und seine Einkünfte zugunsten der kaiserlichen Kasse beschlagnahmt. Die verbliebenen Juden wurden gezwungen, die Kopfsteuer, die sie jährlich an den Tempel von Jerusalem entrichtet hatten, fortan an den kapitolinischen Jupiter zu zahlen (fiscus Iudaicus). Nur die von Herodes errichtete Grundmauer des Tempels, die heutige Klagemauer, blieb bestehen. Der Tempelschatz, zu dem unter anderem die Menora zählte, ein siebenarmiger Leuchter, wurde nach Rom verbracht. Nach der Niederschlagung des Aufstands richtete Vespasian Judäa als proprätorische Provinz ein.
Seit dem Krieg hatte Titus eine Liaison mit der elf Jahre älteren Berenike, einer Urenkelin Herodes des Großen und Schwester des Königs Herodes Agrippa II. Sie wurde als Mitregentin ihres Bruders anerkannt. Berenike setzte sich für ihre Heimat ein. Sie erreichte in Rom, wo sie ab 75 lebte, eine einflussreiche Stellung, doch eine Ehe zwischen einer jüdischen Prinzessin und einem römischen Feldherrn bedrohte in den Augen der Römer die politische Stabilität und war deshalb erst recht unmöglich für einen Kaisersohn wie Titus. Titus war aufgrund der enormen öffentlichen Kritik gezwungen, sie gegen seinen und ihren Willen (invito, invitam) zu verlassen. Wahrscheinlich wurde Berenike unmittelbar nach Titus’ Herrschaftsantritt aus Rom verbannt.
Rechtliche Hindernisse für eine eheliche Verbindung gab es zwar keine, denn Berenike war von Geburt an römische Bürgerin, da Gaius Iulius Caesar ihrer Familie in den 40er Jahren des 1. Jahrhunderts v. Chr. für ihre Verdienste im Bürgerkrieg das römische Bürgerrecht verliehen hatte. Möglicherweise wurde die Ehe jedoch dadurch verhindert, dass sie Jüdin war und damit etwaige Kinder ebenfalls Juden gewesen wären. Damit konnten sich Senat und Volk von Rom offenbar so kurz nach dem Jüdischen Aufstand und dem Stadtbrand des Jahres 64, der mit den Christen – nach römischer Auffassung einer jüdischen Sekte – in Verbindung gebracht wurde, nicht anfreunden. Die Plebejer zeigten offen ihre Ablehnung. Wegen ihrer Proteste und aus Gründen der Staatsräson unterließ es Titus, seine Verbindung mit Berenike zu legalisieren, und entfernte sie zudem aus seinem persönlichen Umfeld. Sie blieb allerdings in Italien und kam offenbar kurz vor dem Tod des Titus im Jahr 81 noch einmal nach Rom, um danach in ihre Heimat zurückzukehren.

### Rabbiner (nach 70), Diasporaaufstand (115–117)
Juden lebten seit vielen Generationen in der Diaspora, die sie selbst Gola oder Galut nennen. Spätestens im 5. Jahrhundert v. Chr. lebten sie in Ägypten im Westen, im Osten lebten sie seit der Babylonischen Gefangenschaft. Mit der Zerstörung des Tempels durch Titus werden noch viel mehr von ihnen das verarmte Land verlassen haben. Auch wenn die Zahlen nur als Näherungswerte zu verstehen sind, so lebten im Römerreich mit seinen vielleicht 55 bis 60 Millionen Einwohnern zur Zeit des Tiberius 4,5 Millionen Juden, also etwa 7 bis 8 % der Gesamtbevölkerung, in Palästina selbst vielleicht eine Million.
Dort ging die religiöse Autorität auf die Rabbiner über. Jochanan ben Sakkai, der der Legende nach von seinen Schülern als vorgeblich Toter aus dem belagerten Jerusalem getragen wurde, gründete mit römischer Erlaubnis in Jawne eine Schule der Toralehre, die bis zur Schließung durch die christliche Staatskirche im frühen 5. Jahrhundert Bestand hatte. Das Sanhedrin, einst die oberste jüdische religiöse und politische Instanz und gleichzeitig das oberste Gericht, wurde als Priestergremium, in das nun nur noch Gelehrte gelangen konnten, neu gegründet. Sein Vorsitzender, der Nasi, wurde in der Außenwelt als Patriarch bezeichnet. Gleichzeitig übernahmen die Pharisäer die Führung der Versammlung. Als Gesetzeslehrer, deren Lehren den Inhalt der Mischna bilden, werden sie auch Lehrer der mischnaischen Zeit genannt, oder aber Tannaim (Lehrer). Der Nasi führte sich bald auf Hillel, den bedeutendsten pharisäischen Rabbiner aus der Zeit vor der Zerstörung des zweiten Tempels, Vorsteher des Sanhedrin und Gründer einer Schule zur Auslegung der heiligen Schrift zurück, schließlich sogar auf David selbst, was wohl der Stärkung seiner Autorität diente. Als Nasi wurde zudem in früherer Zeit der König bezeichnet. Dies hatte zur Folge, dass der jeweilige babylonische Lehrer, der rosh ha-gola, den nes'im Palästinas nur Befugnisse im dortigen Rahmen zuerkannte. Die babylonischen Lehrer oder Exilarchen lassen sich erst ab dem 3. Jahrhundert belegen, doch führten sie sich auf das davidische Haus zurück. In der Provinzhauptstadt Caesarea mit ihren vielleicht 70.000 Einwohnern bestand ab Anfang des 3. Jahrhunderts die Schule des einzigen jüdischen Dichters dieser Zeit, des Bar Qappara, eines Schülers des Judah ha-Nasi, dessen Schule mit der älteren konkurrierte. Hier soll zudem der erste Nichtjude getauft worden sein (10 ). Nach der Zerstörung Jerusalems 70 n. Chr. wurde Caesarea zur Hauptstadt der Provinz Palästina. In der Stadt befand sich Anfang des 6. Jahrhunderts die zweitgrößte Bibliothek nach der alexandrinischen; sie barg 30.000 Bände.
Im Jahre 115, während Trajan seinen Eroberungskrieg im Osten führte, brach in den östlichen Diasporaländern ein umfassender jüdischer Aufstand aus. Dieser Diasporaaufstand entwickelte sich bald zum offenen Krieg, der auf die Kyrenaika und Libyen, auf Ägypten, Mesopotamien und Zypern übergriff. Diesem Krieg gingen Gefechte zwischen Juden und Christen in Alexandria und Kyrene voraus, doch richtete er sich bald gegen Rom. Die Kämpfe waren so heftig, dass noch nach drei Jahrzehnten Städte verwüstet waren. Auch wenn Cassius Dio (Römische Geschichte 68,32) hundert Jahre später sicherlich jeden erdenklichen Vorwurf der Unmenschlichkeit der Aufständischen versuchte aufzuhäufen, wie es häufig zwischen politisch-religiösen Gegnern geschah, so spiegelt sich in seiner Beschreibung wohl auch die Erinnerung an die Brutalität der Auseinandersetzungen wider: „Inzwischen hatten die Juden der Kyrenaika einen gewissen Andreas zum Anführer gemacht und vernichteten sowohl Römer als auch Griechen. Sie aßen vom Fleisch ihrer Opfer, machten sich Gürtel aus Eingeweiden, schmierten sich mit dem Blut ein und kleideten sich in die Häute; viele zersägten sie von oben nach unten, andere warfen sie wilden Tieren vor und wieder andere zwangen sie, als Gladiatoren zu kämpfen. Insgesamt starben zweihundertzwanzigtausend Menschen.“ Am Ende sahen sich die Kaiser veranlasst, zahlreiche Kolonisten ins Land zu holen, um die menschlichen Verluste auszugleichen.
In Kyrene scheinen vor allem die griechischen Tempel Ziel der Zerstörungen gewesen zu sein, aber auch die Symbole römischer Herrschaft wie das Caesareum, die Basilika und die Thermen wurden zerstört oder schwer beschädigt. Anscheinend unterstützten die nichtgriechischen Bauern die Juden gegen Rom, denn dort, wo sie es nicht taten, wurden sie mit Lob überhäuft. Die jüdischen Armeen zogen nach Ägypten, doch unterlagen sie schließlich den Legionen Kaiser Hadrians im Jahr 118. Anführer des Aufstands war ein Jude namens Andreas oder Lukas; vermutlich trug er sowohl einen hebräischen als auch einen griechischen Namen. Da er als König bezeichnet wird, wird er als messianischer Prätendent anzusehen sein, vergleichbar mit Simon bar Kochba, dem Anführer im letzten großen Aufstand der Juden von 132 bis 135.
Neu errichtete Gebäude und Meilensteine geben als Grund der Erneuerung den jüdischen Aufstand (tumultus Iudaicus) an.
In Jawne blieb der Sanhedrin bis 135. Nach dem Bar-Kochba-Aufstand wurde die Schule zerstört, der Sanhedrin trat einige Jahre später für einige Zeit im galiläischen Uscha zusammen. Aus dieser Zeit blieb eine große jüdische Gräberstadt in Bet Sche’arim erhalten, in welcher der Patriarch Jehuda ha-Nasi (der „Fürst“) beigesetzt war. Um 166 nahm der Sanhedrin schließlich seinen Sitz in Tiberias. Der Vorsitzende blieb für die folgenden Jahrhunderte die wichtigste geistliche Autorität der Juden im Land und in der Diaspora, ehe das inzwischen in einer Dynastie erbliche Amt des Patriarchen durch den römischen Kaiser aufgehoben wurde. Letzter Patriarch war Gamaliel VI. (ca. 400–425), letztmals erscheint eine Geldsammlung für den Patriarchen im Jahr 429. Die Bedeutung der Tannaiten liegt in der Sammlung und Ordnung der mündlichen Tradition in halachische Kodizes (Mischna, Tossefta) und der Tora-Exegese (halachische Midraschim) als die Traditionskette durch die Zerstörung der Gelehrtenschulen abzubrechen drohte. Hierbei werden bis zu sechs Generationen unterschieden. Auf die Tannaiten (bis 220/240) folgte die Periode der diese Lehren kommentierenden Amoräer (bis um 500), dann die den babylonischen Talmud bearbeitenden Saboräer (bis zum 7. Jahrhundert) und schließlich die Periode der Geonim (bis zum 11. Jahrhundert), die als Talmudinterpreten bekannten Oberhäupter der jüdischen Akademien in Babylonien. Dabei kam es durch das Ende der Lehrerdynastie in Palästina und die (nicht gesicherte) Ermordung des letzten Lehrers in Babylonien durch die Sassaniden Ende des 5. Jahrhunderts zu einer Krise. Diese wurde erst durch die Gründung einer neuen Dynastie durch Bustenai oder Bostanai am Beginn der islamischen Zeit beendet, die Ansprüche auch über Palästina erhob.

### Aufstand von 132 bis 135, Simon Bar Kochba

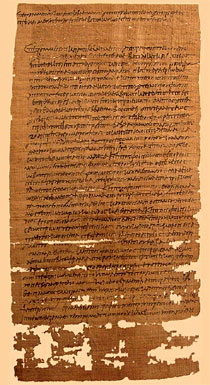
Einer der 35 in der Höhle der Briefe entdeckten Schreiben der Jüdin Babatha. Es handelte sich meist um Verträge über Heiraten, Vermögensübertragungen und Vormundschaften aus den Jahren 96 bis 134. Ein Dokument aus dem Jahr 128 belegt, dass ihr Mann Judah, mit dem sie ein Kind namens Jesus hatte, bei ihr ein zinsfreies Darlehen nahm, ein Beleg für die Kontrolle über ihr eigenes Vermögen. Möglicherweise geriet sie in den Bar-Kochba-Aufstand und kam dabei ums Leben.

In Judäa brach 132 der Bar-Kochba-Aufstand aus, dessen Niederschlagung bis 135 dauerte. Nach dem Jüdischen Krieg 66–70 und dem Diasporaaufstand 115–117, mit dessen Ausläufern Kaiser Hadrian bei seinem Amtsantritt noch beschäftigt war, war dies der dritte und letzte Aufstand. Anstelle der traditionellen Abgabe für den Jerusalemer Tempel, den die Römer im Jüdischen Krieg zerstört hatten, war den Juden danach eine entsprechende Abgabe für den Tempel des Jupiter Capitolinus auferlegt worden, ein fortdauernder Stein des Anstoßes.
Gegenstand einer Forschungskontroverse ist die Frage, ob Hadrian zum Ausbruch des Aufstands beigetragen hat, indem er ein Beschneidungsverbot erließ, eine den Juden früher erteilte Erlaubnis, den zerstörten Jerusalemer Tempel wieder aufzubauen, rückgängig machte und beschloss, Jerusalem als römische Kolonie mit dem Namen Aelia Capitolina (was den Stadt- an seinen Familiennamen band) neu zu erbauen. Diese drei Gründe für den Ausbruch des Krieges werden in römischen und jüdischen Quellen genannt bzw. sind aus ihnen erschlossen worden. Doch die These vom zunächst erlaubten, dann verbotenen Tempelbau gilt heute als widerlegt, das Beschneidungsverbot wurde wahrscheinlich erst nach dem Ausbruch des Aufstands verhängt und die Gründung von Aelia Capitolina war – falls sie tatsächlich schon vor Kriegsausbruch erfolgte – nur einer der Umstände, die den Aufständischen inakzeptabel erschienen. Zu größeren Konflikten zwischen Juden und Römern scheint es vorher nicht gekommen zu sein, denn die Römer wurden vom Aufstand überrascht.
Der Aufstand war keine Unternehmung des gesamten Volkes, sondern es gab unter den Juden eine römerfreundliche und eine römerfeindliche Richtung. Anfänglich wurde die Rebellion nur von einer streng religiösen Gruppe in Gang gesetzt. Nach dem Bericht Cassius Dios war die Erhebung von langer Hand vorbereitet worden, indem Waffen gesammelt und Waffenlager sowie geheime Rückzugsorte räumlich verteilt angelegt worden waren.
Als der Aufstand 132 begann, erwiesen sich die beiden vor Ort stationierten römischen Legionen als unterlegen, sodass Hadrian Verstärkung aus anderen Provinzen nach Judäa beorderte, darunter den angesehenen Kommandeur Sextus Iulius Severus. Unklar ist, ob Hadrian bis 134 selbst an der expeditio Iudaica teilnahm. Zweifellos war die enorme Truppenmobilisierung für die Kämpfe in Judäa eine Reaktion auf hohe Verluste. Als Hinweis darauf wird auch der Umstand gedeutet, dass Hadrian in einer Botschaft an den Senat auf die übliche Bekundung verzichtete, dass er selbst und die Legionen wohlauf seien.
Bei den Kämpfen, in denen nahezu 100 Dörfer und Bergfesten einzeln genommen werden mussten, fanden über 500.000 Juden den Tod. Aus Iudaea wurde die Provinz Syria Palaestina. Hadrian bewertete den schließlichen Sieg so hoch, dass er im Dezember 135 die zweite imperatorische Akklamation entgegennahm; doch verzichtete er auf einen Triumph.
Die Tora und der jüdische Kalender wurden verboten, man ließ jüdische Gelehrte hinrichten und Schriftrollen auf dem Tempelberg verbrennen. Am früheren Tempelheiligtum wurden Statuen Jupiters und des Kaisers errichtet. Aelia Capitolina durften die Juden zunächst nicht betreten. Später erhielten sie die Zutrittserlaubnis einmal jährlich am 9. Av, um Niederlage, Tempelzerstörung und Vertreibung zu betrauern. Eine äußere Provokation war der steinerne Kopf eines Schweines am Südtor von Jerusalem.
Dass die römische Herrschaft auch im benachbarten Ägypten auf Widerstand stieß, und dass die römischen Legionen bereits regelmäßig neue Kaiser erhoben, zeigt der Aufstand der Bukolen. Avidius Cassius, der es als Abkömmling der Seleukiden bis zum praefectus Aegypti brachte, wurde 166 Statthalter von Syrien. 172 beendete er den Aufstand der Bukolen in Unterägypten, der 166/67 begonnen hatte (Cass. Dio 71, 4). 175 wurde Avidius Cassius von den ägyptischen Legionen zum Kaiser ausgerufen, nachdem sich eine Falschmeldung vom Tod Mark Aurels verbreitet hatte. Er wurde noch im selben Jahr in Syrien ermordet.
193/194 wurde die Provinz Syria Palaestina, die bereits seit dem Bar-Kochba-Aufstand bestand, in die Provinzen Syria Coele, Syria Phoenice und Palaestina aufgeteilt.

## Reich von Palmyra (260–272)

Das in drei Teile zerfallene Imperium 272 n. Chr. mit dem gallischen (grün) und palmyrenischen (gelb) Teilreich.

Für den römischen Osten veränderte sich die Situation durch das aufstrebende Sassanidenreich drastisch, das 224 das Partherreich ablöste. Wohl infolge der Niederlage Kaiser Gordians III. in der Schlacht von Mesiche im Jahr 244 erhoben die Bewohner von Palmyra einen der führenden Männer der Handelsstadt namens Septimius Odaenathus zum Exarchos. Dieses Amt war anscheinend aufgrund der kritischen Lage geschaffen worden. Odaenathus, der arabischer Abstammung war, wurde um 250 in den römischen Senat aufgenommen, 257/258 wurde er von Kaiser Valerian zum Statthalter in Syria Phoenice erhoben, 258 wurde er zudem zum Konsul ernannt.
Im Jahr 260 fiel Kaiser Valerian in der Schlacht von Edessa in die Hände des Perserkönigs Schapur I. Palmyra, das seit der Zeit Hadrians den Status einer freien Stadt genoss, erlangte nun zunehmende Unabhängigkeit. Odaenathus gelang es, wenn auch vergebens, mit dem Perserkönig zu verhandeln und die Situation zu stabilisieren, woraufhin er von Kaiser Gallienus zum kaiserlichen Stellvertreter ernannt wurde. Schapur zog zwar nach Syrien, wurde jedoch beim Rückzug, mit reicher Beute beladen, beim Überschreiten des Euphrat attackiert und besiegt.
261 besiegte Odaenathus zudem den Usurpator Quietus bei Emesa und beseitigte auch Ballista, den Prätorianerpräfekten Kaiser Valerians. Valerians Sohn Gallienus ernannte Odaenathus daraufhin zum dux Romanorum und zum corrector totius Orientis, womit Odaenathus zum Kaiserstellvertreter im römischen Orient aufstieg. Weitere Vorstöße der Perser konnten verhindert werden, Gallienus kümmerte sich in der Zwischenzeit um die Verteidigung der westlichen Gebiete. Odaenathus konnte anscheinend 262/63 mit seiner Armee die römische Provinz Mesopotamia zurückerobern und bis zur persischen Residenz Ktesiphon vordringen. Möglicherweise führte er zwei Feldzüge, nämlich einen 261/62, einen zweiten 267.
Nach der Ermordung des kaiserlichen Stellvertreters Odaenathus wohl Ende 267 übernahm Septimia Zenobia die Vormundschaft für ihren kaum zehnjährigen Sohn Vaballathus und regierte als Königin über einen Großteil des römischen Orients. Kaiser Gallienus erkannte ihre Herrschaft keinesfalls an, wie der 268 geplante Feldzug des Heraclianus belegt.
Sein Nachfolger Claudius Gothicus mied jede Einmischung, wie auch Zenobia formal seine Oberherrschaft anerkannte. Er nahm nach einem Sieg Palmyras sogar den Titel Parthicus maximus an. Die Herrscherin Palmyras erkannte die Kaiser in Rom zwar an, doch nutzte sie die Reichskrise aus, um das Einflussgebiet ihrer Hauptstadt im Jahr 270 bis nach Arabien und Ägypten auszudehnen, woraufhin Claudius gegen sie den Feldherrn Probus entsandte, der Ägypten zurückeroberte. Nach dem Tod des Claudius, dessen Kampf gegen die Goten für ihn Priorität besaß, besetzte ihre Armee Ende November 270 Alexandria. Auch Teile Anatoliens, so etwa Kilikien und die Stadt Tyana, wurden ihrem Machtbereich angeschlossen, doch scheiterte ein Vorstoß von dort westwärts. Vaballathus führte ab 270 den Titel vir consularis rex imperator dux romanorum. In seinem Namen wurden an den Straßen Meilensteine aufgestellt, es entstand eine eigenständige Reichsmünzprägung. Auf einem Meilenstein in der Provinz Syria Palaestina wurde Kaiser Aurelian, der Nachfolger des 270 verstorbenen Claudius, nicht mehr erwähnt. In Ägypten bestand hingegen bis April 272 formal ein Kondominium zwischen den beiden Imperatoren, wenn auch Aurelian den Krieg vorbereitete. Gegenüber den östlichen Gebieten trat der Imperator als König der Könige auf, als rex regum, analog zur persischen Titulatur.

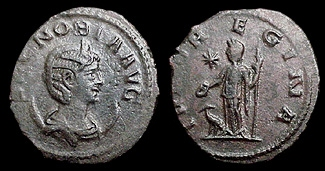
Antoninian der Zenobia als Augusta.

 Bei den Juden hingegen war Palmyras zunächst in ihren Augen hoffnungsvolle Herrschaft verhasst, spätestens seit Odaenathus das Schulzentrum Nehardea hatte zerstören und während seines Ktesiphon-Feldzugs von 262 Juden aus Babylonien nach Palästina hatte deportieren lassen. In jedem Falle kam es zu Unruhen, über deren Ausmaß wir jedoch keinerlei Kenntnis besitzen. Dementsprechend schlossen sich dem Zug Aurelians gegen Palmyra auch Truppen aus Palaestina an, während die alexandrinischen Juden eher auf Seiten der Palmyrener verharrten, zumal sie von Zenobia gefördert wurden.
In der zweiten Jahreshälfte 271 marschierte Aurelian nach Byzantion, wo er überwinterte, im Frühjahr 272 eröffnete er den Krieg gegen Zenobia, erst die Stadt Tyana leistete ihm Widerstand, so dass er sie belagern musste. In einem politischen Schachzug untersagte er jedoch die Plünderung der Stadt. Zenobia ließ ihren Sohn daraufhin zum Augustus und sich zur Augusta ausrufen. Die Münzprägung akzeptierte Aurelian weiterhin als Augustus. In zwei Schlachten bei Antiochia (Immae) und Emesa besiegte Aurelian ihre Armeen, verschonte wiederum Antiochia, im Juni beherrschte er bereits Ägypten.
Im August 272 zog er schließlich in die weitgehend unbefestigte Oasenstadt Palmyra ein, wobei ihn der mit Palmyra verfeindete arabische Stammesbund der Tanukh unter dem Lakhmidenherrscher Amr unterstützte. Zenobia wurde auf der Flucht am Euphrat gefangen genommen, in Emesa vor Gericht gestellt und nach Rom gebracht, wo sie Aurelian im Jahre 274 zusammen mit dem gallischen Usurpator Tetricus I. im Triumph durch Rom führte. Nach der Historia Augusta und mehreren anderen Quellen verbrachte sie ihren Lebensabend in einer Villa unweit von Tivoli bei Rom und starb als Matrona in der Hauptstadt. Zosimos berichtet hingegen, die Königin habe auf dem Transport nach Rom jegliche Nahrung verweigert und sei infolgedessen verhungert. Ihr enger politischer Berater, der Philosoph Longinos, wurde noch in Emesa hingerichtet, ebenso wie „sicherlich auch“ General Septimius Zabdas, der seinerzeit die palmyrenische Armee nach Ägypten geführt hatte. Ein erneuter Aufstandsversuch von Palmyrenern brach bei Ankunft Aurelians im Frühsommer 273 zusammen. In Ägypten, wo es in Alexandria zu einer Rebellion gekommen war, wurde der corrector Claudius Firmus eingesetzt, die gemeinsamen Münzprägungen des Aurelian und des Vaballathus wurden aus dem Verkehr gezogen. Mit dem Kult des Sol invictus führte er reichsweit einen neuen Staatskult ein.
Johannes Chrysostomos berichtet, Juden hätten zur Zeit Konstantins des Großen versucht, den Jerusalemer Tempel wieder aufzubauen. Doch habe man ihnen die Ohren abgeschnitten und sie zur Abschreckung herumgezeigt. Die Aktivität dieser wohl kleinen Gruppe könnte vom Bau der Geburtskirche in Bethlehem angeregt worden sein, die 335 geweiht wurde. Unter Constantius II. kam es anscheinend zu einer erzwungenen Abwanderung jüdischer Gesetzeslehrer ins Perserreich. 351/352 kam es in Sepphoris in Galiläa zu einem schwer fassbaren Aufstand, Valentinian gewährte den Juden freie Religionsausübung.

## Dominanz des Christentums, Reichsteilung (395), jüdisch-samaritanische Mehrheit

### Vorherrschaft der Kirchen im Gesamtreich, Privilegierung, Caesarea und Jerusalem
Mit dem Ende der Verfolgungen seit Konstantin I. (313) und der zunehmenden Privilegierung durch den Staat, wozu die Steuerfreiheit zählte, entstand eine steilere kirchliche Hierarchie. Die Bischöfe in der jeweiligen Metropolis der Provinzen wurden ab 325 Erzbischöfe, denen die anderen Bischöfe der Provinz Gehorsam schuldeten. Unterhalb der Bischofsebene fanden sich Diakone und Diakoninnen, Presbyter und Lektoren, hinzu kamen Totengräber, Türhüter, Protopresbyter und Subdiakone. Der Klerus war dabei der einzige Stand, zu dem alle sozialen Schichten Zugang hatten, wenn auch nicht jeder in die höchsten Positionen der bedeutendsten Kirchenzentren aufsteigen konnte und die höheren Schichten wohl nicht nach einem Bistum in wenig angesehenen Gebieten strebten. Den Klerus auf den Landgütern der Großgrundbesitzer stellten die dort wohnenden Kolonen.

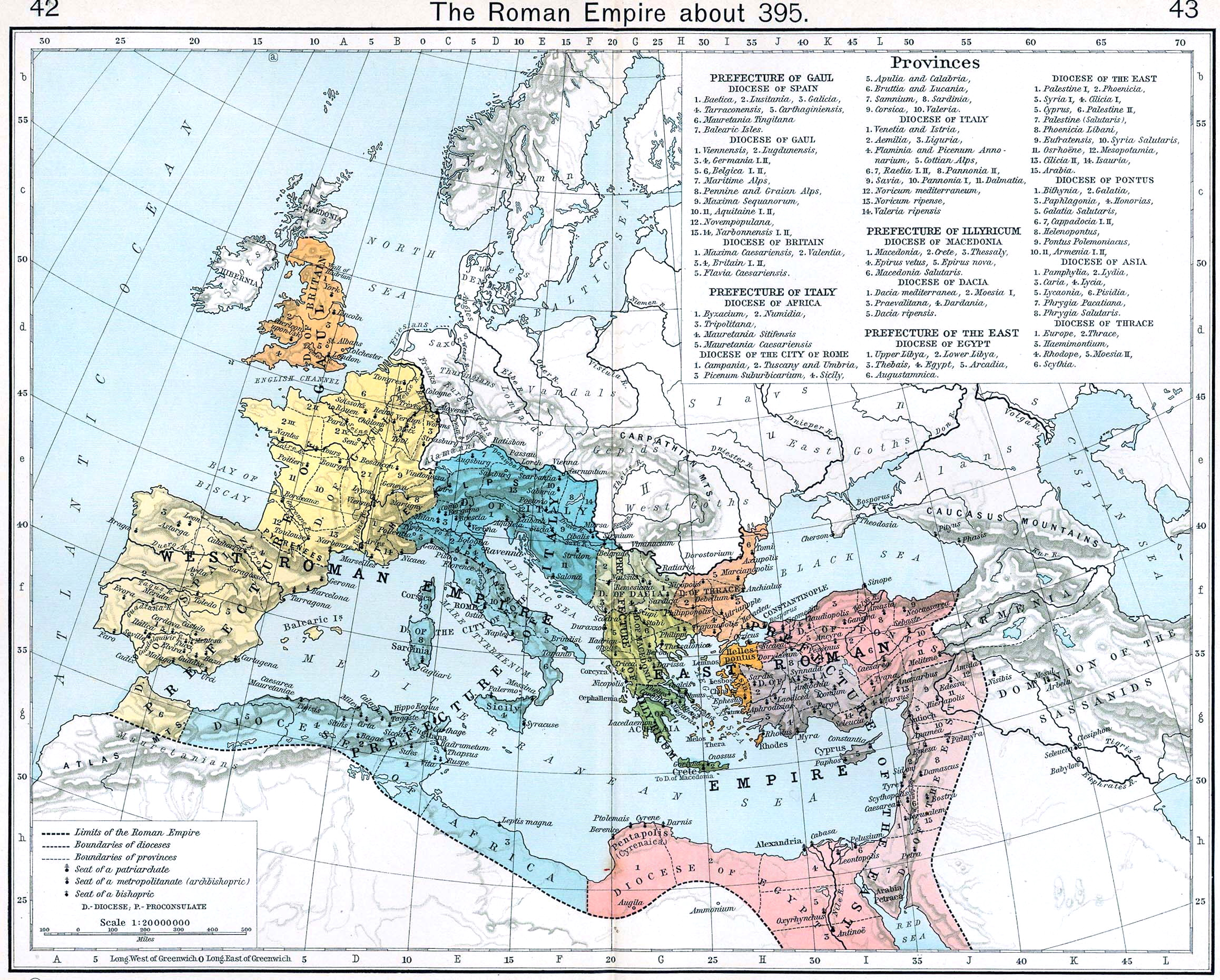
Das Römische Reich im Jahr 395

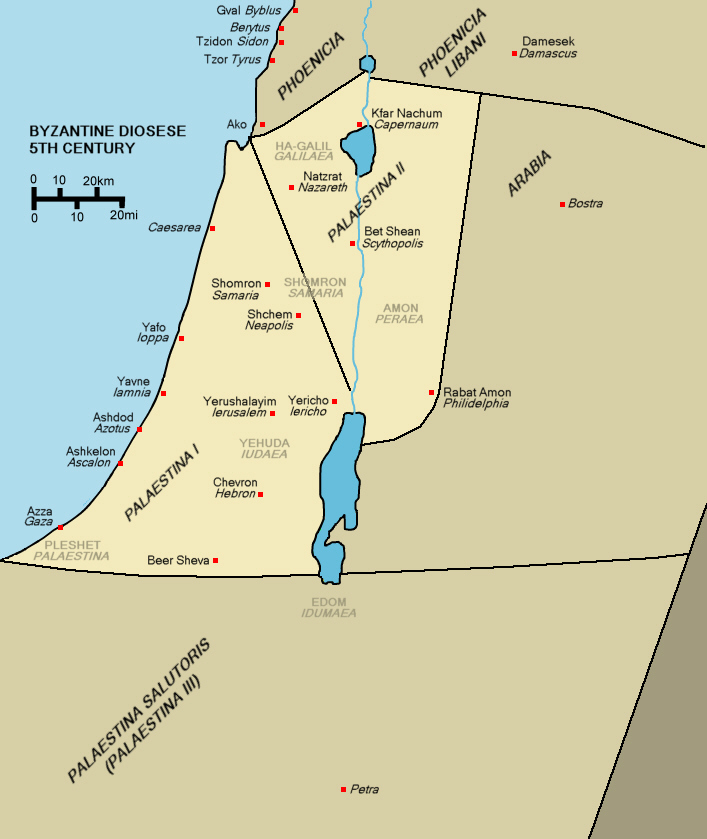
Die Provinzen Palaestina I (Judaea, Samaria, der dazugehörige Küstenstreifen und Peraea mit der Hauptstadt Caesarea), II (Galilaea, die Jezreel-Ebene und der westliche Teil der Dekapolis mit der Hauptstadt Skythopolis) und III (auch Palaestina salutaris bestehend aus Negev, Südjordanien und dem größten Teil des Sinai mit der Hauptstadt Petra) wurden um 395 eingerichtet.

Mit der Verlegung der Reichshauptstadt von Rom nach Byzanz wurde das Christentum nach und nach die dominierende Religion im Römischen Reich, 394 sogar Staatsreligion. Das Griechische erlangte über das Lateinische als Amtssprache im Osten des 395 aufgeteilten Reiches endgültig die Oberhand.
Jerusalem erhielt schon in Nikaia (325) einen Ehrenvorrang, doch wurden die Vorrechte Caesareas ausdrücklich gewahrt, das seit Herodes und bis zur arabischen Herrschaft der bedeutendste Hafen Palästinas und das politische Zentrum der Provinz war. Zudem hatte hier Origenes gelehrt, so dass die Stadt auch ein hohes geistliches Ansehen genoss. Im 4. Jahrhundert bildeten die Christen wie in den meisten römischen Provinzen, jedoch im Gegensatz zu Syrien, noch nicht die Mehrheit der Provinzialrömer. Die Gemeinden wuchsen, folgt man Eusebius von Caesarea (H.c. 8, 1, 5), erst seit Gallienus stärker an. Auf dem Konzil von Chalcedon erhielt Jerusalem jedoch 451 die Jurisdiktion über Palästina. Endgültig sanktionierte Justinian die Rechte des Patriarchats Jerusalem, das nun auf der gleichen Ebene stand wie Konstantinopel und Rom, Antiochia und Alexandria.

### Juden und Samaritaner
Auch die jüdischen Gemeinden hatten sich offenbar von den Verlusten der Aufstände erholt; sie konzentrierten sich vor allem in Galiläa (Tiberias), doch fanden sich auch Siedlungen im Hauran, Golan und im Gebiet zwischen Aschkelon und En Gedi. In Tiberias und Sepphoris dominierten Juden den Stadtrat. Auch in Skythopolis und Lydda bestanden starke jüdische Gemeinden. Der Pilgerbericht des Anonymus von Bordeaux erweist noch 333, dass Jerusalem für Juden weiterhin verboten war. Gesetzliche Behinderungen und örtliche Verfolgungen führten 351/52 und um 440 zu Erhebungen. Auf Ersuchen der jüdischen Gemeinde gestattete Kaiserin Eudocia den Juden um 425, in Jerusalem die Zerstörung ihres Tempels zu betrauern. Sie selbst lebte von 443 bis zu ihrem Tod im Jahr 460 in der Stadt, deren Stadtmauern sie erneuern ließ; nach ihrem Tod verloren die Juden wieder das Zugangsrecht an hohen Feiertagen. Wie aus einem Schreiben an die Juden in Rom und Persien hervorgeht, hofften einige der führenden Männer auf die Wiedererrichtung eines jüdischen Königreichs. Als sich jedoch 103.000 Juden vor Jerusalem versammelten, wurden sie von steinewerfenden Mönchen vertrieben.
Die Gruppen, die gegen die Juden kämpften, wie etwa Mönche unter Leitung des Bar-Sawma, stießen durchaus auf militanten Widerstand. Einmal boten die Gemeinden 15.000 Bewaffnete auf, um die Mönche daran zu hindern, Synagogen zu zerstören, wie etwa die von Petra.
In der Spätantike waren die Samaritaner vor allem in Caesarea zahlreich. So heißt es Anfang des 4. Jahrhunderts, nur Juden und Nichtjuden zusammen seien dort zahlreicher als die samaritanischen Gemeindemitglieder. Ihr bedeutendster Lehrer war Baba Rabba, ‚der große Vater‘. Dabei kam es auch zu synkretistischen Lehren, wie Origenes belegt, der gegen Ebioniten und Elkesaiten polemisierte. Letzterer Gruppe gehörte nach dem Kölner Mani-Kodex zeitweise Mani an, bevor er seine eigene Religion stiftete. Das Verhältnis zwischen Juden und Samaritanern verschlechterte sich im Laufe des 4. Jahrhunderts drastisch. Mitunter wurden die Samaritaner von Rabbi Abbahu als Heiden betrachtet. Das innerjüdische Zinsleihverbot wurde gegenüber den Samaritanern aufgehoben, Kontakte bei öffentlichen Anlässen vermieden. Dennoch kam es im Rahmen der kosmopolitischen Stadt Caesarea nicht zu offenen Konflikten zwischen den drei Gruppen. Ihre Assimilation erlaubte ihnen die Teilnahme am Militärdienst und an der öffentlichen Verwaltung. Doch in den Jahren 484 und 529/30 sowie 555 kam es zu Aufständen der Samaritaner. Dabei wurden die Anführer Justasas und Julian ben Sabar zu Königen gekrönt, bald darauf aber gefangen genommen und getötet. Die Ursache lag in der zunehmend gegen religiöse Minderheiten feindlichen kaiserlichen Politik, die Tausende als Sklaven an die Perser verkaufte. 578 erhoben sich sowohl Juden als auch Samaritaner abermals.

### Kämpfe innerhalb des Christentums
Dabei war die dominierende Religion, das Christentum, zerrissen. 412 starb Theophilus, sein Nachfolger wurde Kyrill, einer der mächtigsten Kirchenmänner seiner Zeit, der 431 auf dem ökumenischen Konzil von Ephesos seine theologischen Positionen für die Reichskirche verbindlich durchsetzen konnte und bis heute als wichtigste Gründergestalt der Miaphysiten gilt, bekannter als Monophysiten, wie sie ihre Gegner nannten. Kyrills Nachfolger Dioskur, der 444 das Patriarchenamt übernahm, konnte sich auf der so genannten Räubersynode von Ephesos 449 mit seiner monophysitischen Lehre zunächst durchsetzen. Doch nur zwei Jahre später kam es auf dem vierten ökumenischen Konzil in Chalcedon zur Spaltung: Papst Leo der Große verwarf die monophysitische Lehre, und die Konzilsmehrheit und Kaiser Markian schlossen sich dieser Position an. Die Ägypter hielten aber mehrheitlich an der Ablehnung der Konzilsbeschlüsse fest, was immer wieder zu Spannungen zwischen diesen Gemeinden und Konstantinopel führte.
Der Monophysitismus entstand vor dem Hintergrund von Rivalitäten zwischen dem Patriarchat von Alexandria und dem von Antiochia. Außer in Ägypten gewann der Monophysitismus auch in Syrien zunehmend an Boden. In den 480er Jahren versuchten die Kaiser, eine im Henotikon formulierte Kompromisslösung durchzusetzen, die alle Streitpunkte zwischen „orthodoxen“ und „monophysitischen“ Christen ausblendete und die Beschlüsse von Chalkedon ignorierte; doch dieser Versuch scheiterte und führte statt zu einer Einigung mit den Monophysiten nur zum 30 Jahre währenden Akakianischen Schisma mit der römischen Kirche (bis 519). Auch das 2. Konzil von Konstantinopel von 553 konnte keine Einigung erzielen. Gleiches galt für die kurzlebige Förderung der monophysitischen Sonderströmung des Aphthartodoketismus durch Kaiser Justinian I.
Im frühen 7. Jahrhundert wurde als Versuch einer Kompromisslösung der Monotheletismus entwickelt. Danach besitzt Jesus eine göttliche und eine menschliche Natur. Göttliche und menschliche Natur haben in ihm aber nur einen einzigen, gemeinsamen Willen. Auch dieser Versuch, den Abstand zwischen Monophysitismus und der Position von Chalcedon zu überbrücken, scheiterte. Der Monotheletismus wurde nach dem Einspruch von Maximus Confessor in der Reichskirche zurückgewiesen.
Mit der Rückeroberung des Vandalenreichs in Nordafrika und des Ostgotenreichs in Italien, kam es zu einem Versuch, die verlorenen Reichsgebiete zurückzuerobern.

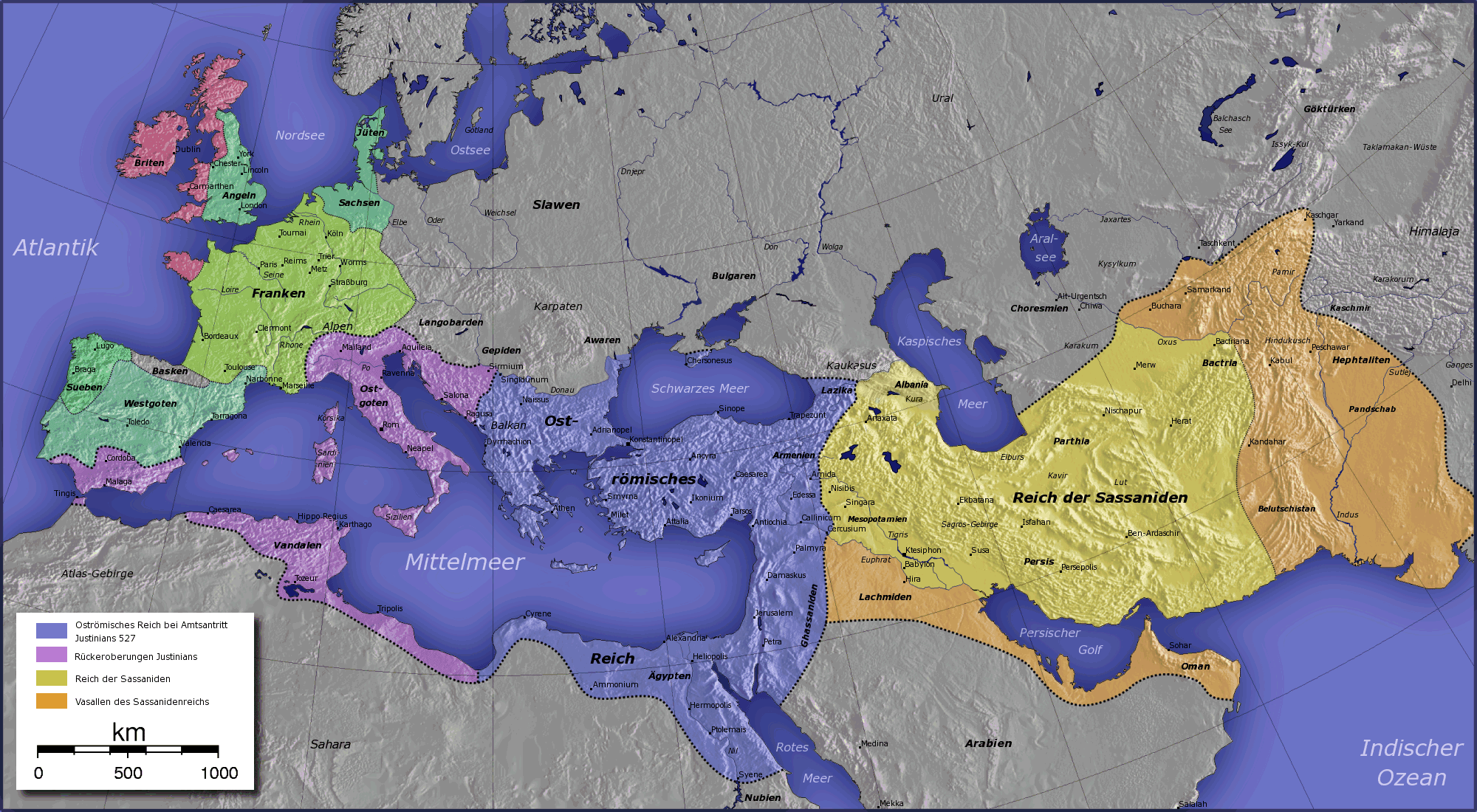
Expansion des Oströmischen, des Persischen und des Frankenreichs im 6. Jahrhundert

### Municipium und Kolonat, Wiederanstieg der Bevölkerungszahlen
Die klassisch-römische Gesellschaft war bereits im 2. Jahrhundert, mehr jedoch noch während der Reichskrise starken Veränderungen unterworfen. 212 erhielten alle Städte des Reiches mindestens den Rang eines municipiums, was allerdings erhebliche finanzielle Lasten mit sich brachte. Jeder männliche Bewohner zwischen 14 und 60 hatte eine jährliche Abgabe zu entrichten. Die kleine Gruppe der römischen Bürger war hiervon allerdings befreit, die oberen Klassen (metropolites) zahlten eine verminderte Abgabe. Bis um 300 breitete sich das Munizipalsystem über die gesamte Provinz aus, sieht man von Obergaliläa, den Golan und den kaiserlichen Besitzungen in Jericho und den nördlichen Negev ab. Die Städte bauten Bäder, Amphitheater und Aquädukte nach römischem Vorbild, wie sie sich auch sonst im Alltagsleben und in religiösen Dingen dorthin orientierten. Die Mehrheit sprach Griechisch.
Diokletian und seine Nachfolger ließen die Provinz neu organisieren. Die Legio X Fretensis wurde von Aelia (Jerusalem) nach Aila (Akaba) am Golf von Akaba verlegt, der südliche Teil der Provinz Arabia nebst Petra und dem Negev kam zu Syria Palaestina. Der Dux Palaestinae befehligte die Grenzverteidigung. Bis 358 unterstand die Zivilverwaltung dem Statthalter in Caesarea, doch nun wurden die ehemals zur Arabia gerechneten Gebiete als Palaestina Salutaris abgetrennt. Nach einer weiteren Teilung um 400 wurde diese zur Provinz Palaestina Tertia mit Elusa als Hauptstadt. Skythopolis war hingegen die Hauptstadt der Palaestina Secunda und umfasste Galiläa, den Golan, einige ostjordanische Gebiete und die Ebene Jesreʿel. Das übrige Gebiet um Caesarea hieß nun Palaestina Prima. 536 wurde der dortige Statthalter in den Rang eines Prokonsuls erhoben. Zudem erlebte die Region als bedeutendstes Land der Christen einen ökonomischen Aufschwung, der sich in neuen Höfen und Dörfern niederschlug. Kaiserliche Stiftungen und Reliquientranslationen förderten den Zufluss von Geldmitteln. Die Bevölkerung stieg wieder auf vielleicht eine halbe Million Einwohner an und erreichte damit einen Höchststand. Noch im 4. Jahrhundert dürfte die Einwohnerzahl Palästinas kaum an die der Zeit vor den großen Aufständen herangereicht haben.
Dies verweist auf die Übergangsphase in der Entwicklung vom freien Bauern zum Kolonat, mithin auf das flache Land und die kleineren Orte, wo die Veränderungen zunächst noch drastischer waren. Kaiserliche Gesetze schufen, vermutlich auf Initiative der großen Landbesitzer, die Voraussetzungen, um beinahe unbeschränkte Verfügungs- und Polizeigewalt an lokale Herren abzutreten, deren wachsende Wirtschaftseinheiten sich dadurch gegenüber staatlichem Einfluss zunehmend abriegelten. Die Landbevölkerung wurde zunächst gezwungen, das Land zu bebauen und Abgaben (tributum) zu entrichten. War bis ins 5. Jahrhundert vielfach die bodenbearbeitende Bevölkerung an ihr Land gebunden, während ihr Besitz ihrem Herrn gehörte, so konnten andere nach drei Jahrzehnten in diesem Rechtszustand ihren mobilen Besitz, bzw. ihr Vermögen in eigenen Besitz nehmen. Unter Kaiser Justinian I. wurde nicht mehr zwischen freien und unfreien Kolonen unterschieden. Kolone und Unfreier wurden nun identisch gebraucht, um Ackerbauer zu beschreiben, die an die Scholle gebunden waren und kein freies Eigentum mehr besaßen.
Seit Konstantin dem Großen durften die Herren flüchtige Kolonen, die vor weniger als 30 Jahren verschwunden waren, in Ketten legen. Seit 365 war es den Kolonen verboten, über ihren eigentlichen Besitz zu verfügen, wohl in erster Linie Arbeitsgeräte. Seit 371 durften die Herren die Abgaben der Kolonen selbst eintreiben. Schließlich verloren die Ackerbauer 396 das Recht, ihren Herrn zu verklagen.

### Perser erobern Jerusalem (614), Sieg Ostroms unter Kaiser Herakleios (630)

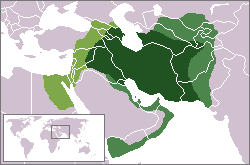
Das Sassanidenreich um 620

Nach mehreren Kriegen schlossen Ostrom-Byzanz und Persien 562 einen „ewigen Frieden“. Doch in den 570er und 580er Jahren kam es erneut zu heftigen Kämpfen im oberen Tigrisgebiet. 575 besetzten die Byzantiner Lasika am Ostrand des Schwarzen Meeres, das wiederum die Perser 588 kurzzeitig hielten. Daraufhin dehnten die Byzantiner ihr Gebiet fast bis zum Kaspischen Meer aus, ohne diese Regionen jedoch langfristig halten zu können. 591 kam es zu einem erneuten Friedensschluss. Die römisch-persischen Kämpfe des 7. Jahrhunderts waren schließlich vom Willen getrieben, den Gegner vollständig zu schlagen, nicht mehr, nur Gebietsgewinne zu erzielen. Nachdem bereits der Krieg in der Zeit Chosraus I. (531–579) mit großer Härte geführt worden war, begannen die Perser unter Chosrau II. (590–628) ab 603 oströmisches Gebiet systematisch zu besetzen.
Die wenig tolerante Politik der Kaiser gegenüber Nichtchristen führte dazu, dass die Perser als Befreier begrüßt wurden. Die Eroberung Jerusalems erfolgte 614 durch den persischen General Schahrbaraz – nach späteren Berichten zu urteilen, auch mit Hilfe von Jerusalemer Juden, die sich von den Persern mehr Freiheiten erhofften. Eines der Beutestücke war das Heilige Kreuz, das der General Schirin übergab, der christlichen Lieblingsfrau Chosraus. Die Schockwirkung auf die Christen war gewaltig. Auch in Kaparnaum zerstörten Juden die Kirche, Christen zerstörten im Gegenzug die örtliche Synagoge, als die Perser abziehen mussten.
Syrien und Ägypten wurden als dauerhafte Eroberung administrativ in das Perserreich eingegliedert, wenn die Besetzung Jerusalems auch nur von 614 bis 629 dauerte. Ungeachtet der sehr schlechten Überlieferungslage ist dies auch für Syrien anzunehmen, wo Caesarea nun Sitz eines marzban wurde.

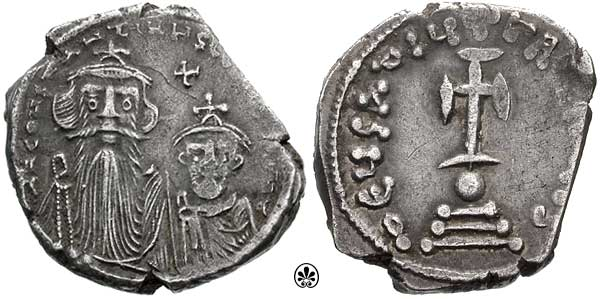
Silbermünze des Herakleios mit der Legende Deus adiuta Romanis

Kaiser Herakleios wollte mit einem Heer die Hauptstadt verlassen, die sassanidischen Armeen in Kleinasien umgehen und die Perser im Hinterland angreifen. In insgesamt drei Feldzügen verfügte er wohl über eine recht beachtliche Streitmacht. Georg von Pisidien berichtet, Herakleios habe seinen Soldaten vor Augen gehalten, dass dies kein gewöhnlicher Feldzug sei. Man kämpfe nunmehr gegen einen Feind der Christenheit; dies sei ein heiliger Krieg gegen die Mächte der Finsternis. Dazu passend wurden Christusbilder im Feldlager aufgestellt. Bereits seit 615 ließ man in hoher Auflage Münzen mit der Umschrift Deus adiuta Romanis („Gott, hilf den Römern!“) prägen.
623 kehrte der Kaiser nach einem kleineren Sieg in die Hauptstadt zurück und nahm anschließend Kontakt zur christlichen Bevölkerung im Kaukasus auf. Die beiden eigentlichen Gegenoffensiven des Herakleios fanden 624/25 und 627/28 statt. Er unternahm einen Vorstoß nach Armenien, dann weiter nach Aserbaidschan. Dort ließ er einen zoroastrischen Feuertempel (Tacht-e Suleiman) zerstören. Der Kaiser zog sich 625 zunächst nach Kilikien zurück und nahm Kontakt mit den Kök-Türken auf, um ein Bündnis zu schließen.
626 belagerten die Perser, die sich ihrerseits mit den Awaren verbündet hatten, die Hauptstadt des oströmischen Reiches zusammen mit Slawen (Belagerung von Konstantinopel (626)). Doch sie mussten die Belagerung schließlich abbrechen und das persische Heer unter Schahrbaraz zog sich im Frühjahr 627 aus Chalkedon nach Syrien zurück. Schon 626 hatte Herakleios eine persische Armee geschlagen und brachte sich damit wieder in die Offensive. In Konstantinopel wurde die Rettung der Hauptstadt der Gottesmutter zugeschrieben.

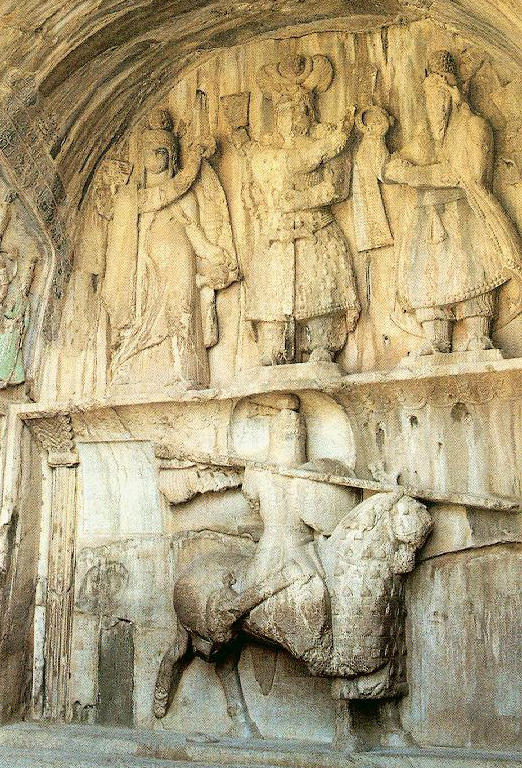
Darstellung König Chosraus II. als Panzerreiter (Taq-e Bostan)

Der Bruder des Kaisers, Theodoros, hatte in Mesopotamien ein persisches Heer unter dem Befehl des Generals Schahin schlagen können. Herakleios sammelte inzwischen weitere Truppen in Lazika am Schwarzen Meer und nahm erneut Kontakt mit den Türken auf. Diese fielen daraufhin mehrfach in das Sassanidenreich ein. Herakleios marschierte im September 627 von Tiflis aus nach Süden. Am 12. Dezember 627 kam es nahe den Ruinen von Ninive zur Schlacht bei Ninive. Herakleios besetzte nach dem Sieg die Lieblingsresidenz des Großkönigs in Dastagird. Dieser floh nach Ktesiphon. Chosrau, der sich weigerte, mit Herakleios zu verhandeln, verlor bei den Großen seines Reiches jeden Rückhalt und wurde im Februar 628 entmachtet und ermordet. Ihm folgte sein Sohn Kavadh II. Siroe auf den Thron. Der Text des an Herakleios gerichteten Briefs, in dem Kavadh Siroe um Frieden bittet und den Kaiser als „… den mildesten Kaiser der Römer, unseren Bruder …“ bezeichnet, ist durch das Chronicon Paschale überliefert. Herakleios nannte ihn seinen Sohn und beteuerte, er wünsche niemals irgendeinen König seines rechtmäßigen Thrones zu berauben.
Die Bestimmungen des 628 geschlossenen Friedens sahen vor, dass Persien alle seit 603 gemachten Eroberungen aufgab und das Heilige Kreuz zurückerstattete, wofür Herakleios den Persern freien Abzug garantierte; sie mussten nicht einmal Entschädigungszahlungen leisten. Auch restituierte Schahrbaraz, der selbst für kurze Zeit den Thron bestieg, das Heilige Kreuz, dessen feierliche Rückführung wohl im März 630 erfolgte. Der Prestigegewinn für den Kaiser war gewaltig. Dem Merowinger Dagobert I. übersandte der Kaiser einen Teil der Reliquie, und bald kamen im ganzen Abendland Legenden rund um „Heraclius, den Persersieger“ auf, die ihn zum Triumphator im Namen Christi stilisierten.

## Christliche Araber: die Ghassaniden
Die oströmische Provinz Syria erstreckte sich von Antiochia und Aleppo im Norden bis zum Toten Meer, westlich und südlich davon lag die Provinz Palaestina. Syrien war teilweise arabisch besiedelt, besonders im östlichen und südlichen Teil, Palästina ebenfalls. Diese arabischen Stämme hatten im Zuge der Christianisierung des Römischen Reiches im vierten Jahrhundert vielfach das Christentum angenommen, oft als Monophysiten. Die Araber Syriens blieben politisch im Abseits, bis der Stamm des Ghassaniden (angeblich) aus dem Jemen einwanderte und ein halbautonomes Reich gründete. Unter der Führung der Jafniden wurden sie Verbündete (foederati) Ostroms, ihr König bzw. Phylarch herrschte von der Hauptstadt Bosra über die Araber entlang des Jordan.
Die Bezeichnung „Ghassaniden“ ist nicht zeitgenössisch belegt, sondern erscheint erst in späteren Quellen. In der Forschung wird zudem zunehmend von Jafniden gesprochen. Wohl im 5. Jahrhundert erreichten sie das römische Grenzgebiet. Möglicherweise waren sie bereits zu dieser Zeit monophysitische Christen. Es scheint zu einem Machtkampf mit den Salīh gekommen sein, die zuvor der mächtigste Clan im arabisch-syrischen Grenzgebiet und die Verbündeten der Römer gewesen waren und die nun von den Jafniden verdrängt wurden.
Der erste Scheich der Jafniden, der namentlich in den oströmischen Quellen um 498 auftaucht, ist Ǧabala (griechisch: Gabalas). Er drang in Palästina ein, wurde aber von den Römern besiegt und schloss um 502 mit Kaiser Anastasios I. Frieden; die Jafniden wurden zu foederati der Oströmer, die sich ihrerseits zu regelmäßigen Geldzahlungen verpflichteten, wie es auch sonst im römischen Grenzraum üblich war. Ǧabala wurde vom Kaiser zum phylarchos (Stammesführer) ernannt, was die Ethnogenese womöglich beschleunigte.
Ǧabalas Sohn war al-Ḥāriṯ ibn Ǧabala (griechisch: Arethas, 529–569). Nachdem 526 erneut ein Krieg zwischen Ostrom und Persien ausgebrochen war, ernannte Kaiser Justinian ihn um 530 zum basileus. Er kämpfte gegen die Perser und deren arabische Verbündete, die Lachmiden, und nahm 531 unter Belisar an der Schlacht von Callinicum teil. Der Kaiser zeichnete ihn dafür mit dem hohen Titel eines patricius aus.
540 waren Konflikte zwischen Ghassaniden und Lachmiden ein Auslöser für einen erneuten Krieg zwischen Römern und Persern. 554 errangen die Ghassaniden einen bedeutenden Sieg über die Lachmiden, deren Scheich Al-Munḏhir starb, angeblich von Arethas eigenhändig getötet. Kirchenpolitisch setzte er sich ebenso wie seine Nachfolger für den Monophysitismus ein, was aber vom Kaiser geduldet wurde.
Doch unter seinem Sohn al-Munḏhir ibn al-Ḥāriṯ (griechisch Alamundaros, 569–582) kam es 572 zu Spannungen mit Ostrom, so dass Kaiser Justin II. seine Ermordung in Auftrag gegeben haben soll; der Anschlag misslang jedoch. 575 kam es zu einer kurzzeitigen Versöhnung zwischen Römern und Ghassaniden. Alamundaros wurde dennoch 582 im Handstreich abgesetzt und nach Sizilien verbannt, weil man ihn des Verrats verdächtigte. Infolgedessen begann der Zerfall des Verbandes in mehrere kleine Gruppen. Zwar wurde unter Kaiser Herakleios die Phylarchie der Ghassaniden wiederhergestellt, und nach dem Ende des Perserkriegs entstand eine Verteidigungslinie von Gaza bis zum Südende des Toten Meeres, die plündernde Gruppen von der Arabischen Halbinsel abwehren sollte. Der Großteil der oströmischen Truppen war jedoch in Nordsyrien konzentriert, um die Sassaniden in Schach zu halten.

## Muslimische Eroberung

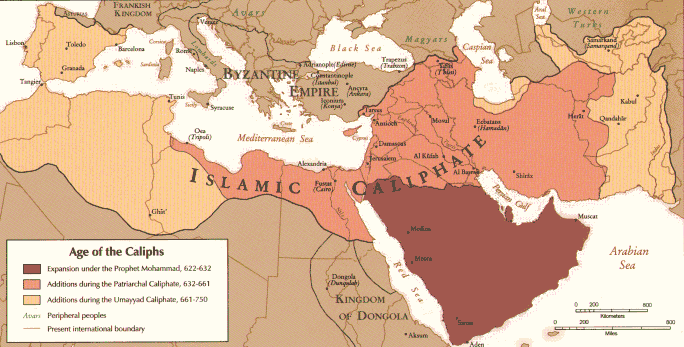
Die islamische Expansion zwischen 622 und 756

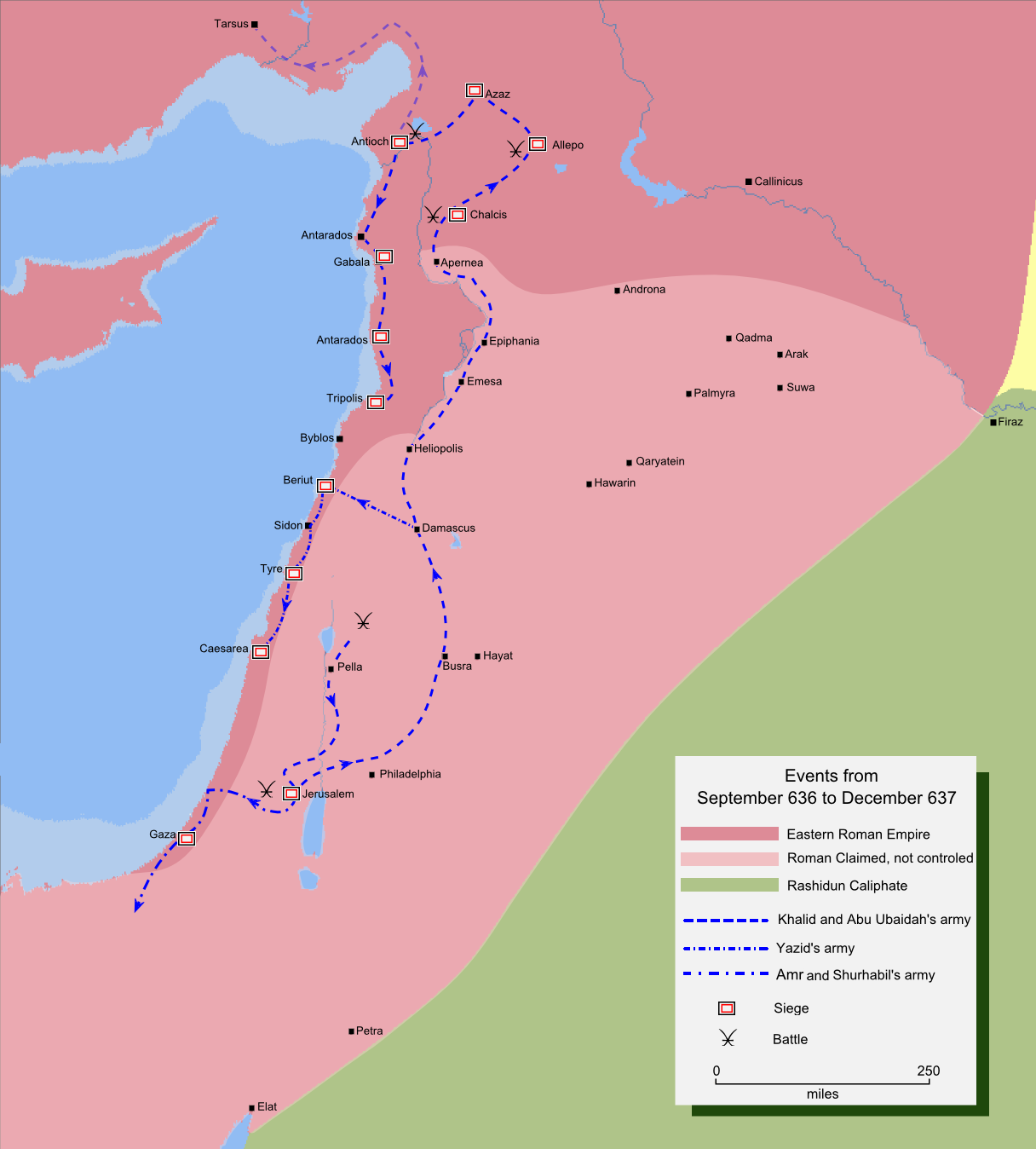
Eroberung der byzantinischen Levante durch die Araber, 636/637

Dieses Verteidigungskonzept ermöglichte es den muslimischen Truppen aus dem Süden bis nach Gaza vorzustoßen, und zwar ohne auf oströmischen Widerstand zu stoßen. Der Widerstand der mit dem Kaiser verbündeten Araber brach nach 634 unter dem Ansturm der muslimischen Araber zusammen. 635 fiel Damaskus und die kaiserliche Armee wurde in Syrien geschlagen. Angeblich lief ein Teil der Ghassaniden in der entscheidenden Schlacht am Jarmuk im Jahr 636 zu den Muslimen über; ein erheblicher Teil der mit Ostrom verbündeten Araber scheint dem Kaiser hingegen treu geblieben zu sein und nach der Niederlage seine Heimat verlassen zu haben. Der arabische Feldherr ʿAmr ibn al-ʿĀs zog westwärts nach Ägypten und eroberte im Auftrag des seit 634 herrschenden Kalifen ʿUmar ibn al-Chattāb ab 639 Ägypten, 640 fiel auch Caesarea.
Jüngere historische Arbeiten allerdings stellen die Eroberungsgeschichte, die so nur in späteren arabischen Quellen überliefert ist, anhand älterer christlicher und jüdischer Berichte in Frage.

### Mohammed, Scheitern erster Angriffe (bis 632)
Als Mohammed sich auf der arabischen Halbinsel durchsetzte, war Palästina noch von den Persern besetzt; er selbst war vom Sieg der Oströmer, folgt man der muslimischen Tradition, angetan, da er die zoroastrischen Perser für die eigentlichen Feinde seiner Lehre hielt. Die Juden hingegen betrachtete er vielleicht als persische Verbündete, denn er griff noch im selben Jahr die jüdischen Bauern von Chaibar etwa 250 km nördlich von Medina an (Zug nach Chaibar). 642 wurden sie schließlich vertrieben, auf der Arabischen Halbinsel sollte nur für Muslime Platz sein. Im Oströmischen Reich stieg seit 630 zugleich der Druck, die Juden einer Zwangskonversion zu unterwerfen, der Kaiser forderte sogar den fernen Frankenkönig Dagobert auf, seinem Beispiel zu folgen. Zugleich versuchte der Kaiser, den Monotheletismus durchzusetzen, dem sich jedoch der Patriarch von Jerusalem, Sophronius, widersetzte.
Mohammed fand unter den christlichen Arabern im oströmischen Grenzgebiet eine gewisse Anerkennung. So bot ihm Farwa ben 'Amr, der als einer der Führer der Banu Judham von Maʿan im Raum des heutigen Amman in oströmischen Diensten stand, seine Unterstützung an. Nach dem Sieg des Islam setzten die Ghassaniden später durch, dass sie als Beduinen frei von Abgaben blieben, obwohl sie nicht Muslime waren. Andererseits kämpften 629 arabische Ghassaniden in kaiserlichen Diensten unter Shurahbil ibn 'Amr erfolgreich gegen Mohammeds Reiterei, und auch andere Araber standen weiterhin auf oströmischer Seite. Nachdem sich Mohammed 630 auch in Mekka durchgesetzt hatte, bereitete er mit den nunmehr vereinten Kräften der arabischen Stämme einen Angriff (vermutlich einen Plünderungszug) nach Norden vor, die Tabuk-Kampagne. Doch innerarabische Konflikte veranlassten Mohammeds Truppen nach etwa zwei Monaten zum Rückzug. Allerdings änderte Mohammed sein Verhältnis zu den Juden, die er nun nicht mehr enteignete oder vertrieb; im Gegenteil bot er ihnen Schutz an, was er für vier Städte verbriefte, nämlich Maqna, Eilat, Jarba' und Adruh. Damit wurden Nichtmuslime erstmals zu Schutzbefohlenen, die allerdings die Dschizya entrichten mussten.

### Konsolidierung, Eroberung Palästinas, Wiederzulassung der Juden in Jerusalem
Nach dem Tod Mohammeds im Jahr 632 drohte die muslimische Koalition zunächst in inneren Kämpfen auseinanderzubrechen, da sich viele Stämme nur dem Propheten selbst verpflichtet gefühlt hatten. Abū Bakr, der erste Kalif, erkannte offenbar, dass Gewalt unvermeidbar war, um die Einheit der Umma zu bewahren. Wer die Steuer verweigerte, wurde dementsprechend attackiert, der letzte Widerstand auf der Arabischen Halbinsel brach 633/34 zusammen. Anschließend wandte sich Abu Bakr, der die Einheit der Umma anscheinend durch einen äußeren Krieg festigen wollte, nach Norden und begann damit die Islamische Expansion.
Nach Abu Bakrs Pilgerfahrt Anfang 634 sollte der Angriff auf Palästina beginnen. Nach seinem Tod im August desselben Jahres und der Ernennung ʿUmars zu seinem Nachfolger stieg das Kalifat durch Siege über Ostrom und das Sassanidenreich in wenigen Jahren zur Großmacht auf. 635/636 gelangen den Muslimen in der Schlacht am Jarmuk in Syrien und 638 in der Schlacht von al-Qādisīya im Irak entscheidende Siege über die beiden spätantiken Großreiche, die einander noch wenige Jahre zuvor verbissen bekämpft hatten. Zwischen 634 und 642 wurden Palästina und Ägypten durch ʿAmr ibn al-ʿĀs, Syrien durch Chālid ibn al-Walīd und Mesopotamien und Iran durch Saʿd ibn Abī Waqqās erobert.
Eine Armee unter ʿAmr ibn al-ʿĀs sollte Richtung Eilat ziehen, eine unter drei Kommandeuren nach Tabuk in die Moab-Region. Diesmal schlossen sich mehrere arabische Stämme in der Region dem Islam an, die bisher als foederati in oströmischen Diensten gestanden hatten. Dennoch drohte die Invasion angesichts des örtlichen Widerstands steckenzubleiben. Erfolgreicher als die drei anderen Feldherren war ʿAmr ibn al-ʿĀs, der den patricius Sergius (?) am 4. Februar 634 bei Gaza besiegte. Nach der Schlacht wurden viele Samaritaner getötet, da sie die Oströmer unterstützt hatten. Nach anderen Quellen waren sie hingegen Spione der Muslime.
In der griechischen Didascalia des Jacobus, einem christlichen antijüdischen Dialog, der zwischen 634 und 640 in Ostrom entstand, wird das Vordringen der Araber erwähnt; es handelt sich um die einzige wirklich zeitgenössische Quelle zur frühen Islamischen Expansion. Unter anderem wird ein Sergius als „candidatus“ genannt, seinerzeit ein Führer einer Eliteeinheit, wohl der Kavallerie. Zudem zeigt ein in der Didascalia zitierter angeblicher Brief aus Caesarea, dass sich die Hoffnung auf einen Messias, der die Juden von der römischen Unterdrückung befreien würde, bei einigen zeitweilig auf Mohammed gerichtet hatte. In dem Brief geht es um einen Propheten, der unter den „Sarazenen“ erschienen sei. Dem Schreiben zufolge erhoffte sich zwar mancher darin ein Auftreten des Messias, doch die Schrift wendet ein, dass wahre Propheten nicht mit dem Schwert in der Hand erschienen; vielmehr kündige sich nunmehr das Jüngste Gericht an, und Juden müssten sich daher jetzt taufen lassen.
Die konkreten Vorgänge während der Unterwerfung des oströmischen Syriens lassen sich nicht mit Gewissheit rekonstruieren, da fast ausschließlich spätere muslimische Quellen zur Verfügung stehen, deren Angaben, wie erwähnt, nicht von allen Gelehrten für zuverlässig gehalten werden. Forscher wie James Howard-Johnston halten daher auch die traditionelle Chronologie, die auf diesen arabischen Berichten beruht, für teilweise falsch, da die Berichte und sogar die Reihenfolge der Ereignisse später aus diversen Gründen manipuliert worden seien. Dies gilt es im Folgenden zu beachten.
Festzustehen scheint aber: Kurz nach der Ernennung Abu-Ubaidahs schickte dieser kleine Abteilungen zum jährlichen Markt in Abu-al-Quds, dem heutigen Abla, östlich von Beirut. In der Nähe befand sich eine oströmische Garnison, deren Stärke von den arabischen Spähern falsch eingeschätzt worden war. Kurz bevor die Römer die muslimischen Truppen niedermachen konnten, wurden diese von Chālid ibn al-Walīd († 642) gerettet, den Abu Ubaidah nach Bekanntwerden der tatsächlichen Stärke der Garnison hinterhergeschickt hatte. Die kaiserlichen Truppen wurden in der Schlacht von Abu-al-Quds am 15. Oktober 634 (?) östlich von Beirut besiegt. Bereits im September war Damaskus gefallen; zu einer in der Forschung oft unterstellten Belagerung ist es in diesem Zusammenhang wohl nicht gekommen.
Durch den Verlust von Zentralsyrien war die oströmische Linie entlang des Mittelmeers durchbrochen und die Kommunikation zwischen Nordsyrien und Palästina unterbrochen. Abu Ubaidah zog nach Pella, wo sich eine weitere oströmische Garnison sowie überlebende Soldaten der verlustreichen Schlacht von Adschnadayn vom 30. Juli 634 aufhielten. Diese blockierten den Zugang nach Palästina. Chalid erreichte den Ort zuerst, doch hatten die Oströmer den nahen Jordan aufgestaut und den Ort überflutet. Dennoch wurden sie in der Schlacht von Pella am 23. Januar 635 (?) erneut besiegt. Danach ergaben sich auch Tiberias und die übrigen Städte um den See Genezareth.
Nach der Schlacht rückten Shurhabil und 'Amr weiter vor. Bet Sche’an und Tiberias ergaben sich vermutlich im Februar 635. Kalif Umar schrieb, nachdem er Informationen über Position und Stärke der oströmischen Verteidiger erhalten hatte, Anweisungen an seine Truppen: Yazid sollte die Mittelmeerküste erobern. Die Abteilungen von Amr und Shurhabil trennten sich. Amr brach zur Eroberung von Nablus, Amawas, Gaza und Yubna auf, um die Eroberung Palästinas abzuschließen, während Shurahbil die Küstenstädte Akkon und Tyrus belagerte. Yazid brach von Damaskus auf, um die Hafenstädte Sidon, Arqa, Jabail und Beirut zu erobern. 635 waren Palästina, Jordanien und das südliche Syrien mit Ausnahme von Jerusalem und Caesarea in muslimischer Hand. Auf Befehl von Umar wandte sich Yazid nun nach Caesarea, das er aber im Vorfeld der Schlacht am Jarmuk aufgeben musste, um die Belagerung später wiederaufzunehmen, bis die Stadt 640 schließlich fiel.

Truppenbewegungen vor der Schlacht am Jarmuk

Bei Shaizer Khalid überraschte Chalid eine Karawane, die Vorräte nach Chalcis brachte. Die Gefangenen berichteten von einer angeblich zweihunderttausend Mann starken Armee. Chalid kehrte sofort mit dieser Nachricht zum Hauptheer zurück. Chalid schlug Abu Ubaidah aus Furcht vor einer Zersplitterung der muslimischen Truppen vor, den Oströmern eine Feldschlacht anzubieten. Abu Ubaidah hielt sich an diesen Rat und befahl allen Garnisonen das eroberte Land wieder aufzugeben und sich stattdessen bei Jabiya zu versammeln. Von Jabiya zogen sich die arabischen Truppen auf Abu Ubaidahs Befehl auf die Ebene am Jarmuk zurück. Im Juli 636 war die Armee vollständig auf der Ebene versammelt. Etwa zwei Wochen später trafen die oströmischen Truppen ein. Ihr Befehlshaber schickte einige ghassanidische Araber voraus, um die Stärke der Muslime auszukundschaften, doch Chalids Kavallerie besiegte sie. Über den ganzen nächsten Monat zogen sich die Verhandlungen zwischen den beiden Armeen hin, während laufend arabische Verstärkungen eintrafen. Abu Ubaidah übergab für die Schlacht am Jarmuk den Oberbefehl an Chalid, die am 15. August begann. Sie dauerte sechs Tage und endete in einer katastrophalen Niederlage für die Oströmer. Möglicherweise aufgrund von Streitigkeiten um die Beute entzog der Kalif Chalid den Befehl. (Manche Forscher datieren die Schlacht bereits auf 635.)
Nachdem wenig später nahe Emesa ein weiteres kaiserliches Heer unter dem sacellarius Theodorus besiegt worden war, besetzten die Araber die zuvor eroberten Gebiete erneut. Abu Ubaida und sein Kriegsrat entschlossen sich, als nächstes Jerusalem zu erobern. Patriarch Sophronius beklagte die Zerstörungen von Städten, Dörfern und Klöstern durch die Muslime; den Jerusalemer Christen war der Besuch Bethlehems schon 634 aus Sicherheitsgründen untersagt. Im Herbst 636 waren laut der arabischen Tradition nur Caesarea und Jerusalem noch nicht von den Muslimen besetzt. Die Belagerung der Stadt dauerte vier Monate, wahrscheinlich fiel sie im Jahr 638 oder Ende 637, der Patriarch starb im März 638 – angeblich aus Leid über den Fall der Stadt. Danach teilte sich das muslimische Heer abermals auf. Yazids Heeresteil eroberte Beirut, 'Amr und Shurhabils Teil vervollständigten die Eroberung Palästinas während Abu Ubaidah und Chalid sich aufmachten, um Nordsyrien zu erobern. Für die jüdische Gemeinde war von größter Bedeutung, dass ihr Jerusalem nach fast einem halben Jahrtausend des Zugangsverbots (vielleicht ab 641) wieder offenstand, nachdem Kalif Umar die Stadt persönlich besucht hatte. Immerhin hatte Mohammed die tägliche Gebetsverneigung (qibla) nach Jerusalem vorgesehen, jedenfalls für einige Zeit, und Umar betete dort und ließ den Tempel von der entstandenen Müllhalde befreien. Dabei halfen einige Juden, die in den nächsten rund 80 Jahren für die Reinhaltung der Stadt verantwortlich gemacht wurden. Allerdings wurden sie unter ʿUmar ibn ʿAbd al-ʿAzīz (717–20) durch Sklaven ersetzt.
Antiochia kapitulierte am 30. Oktober 637 unter der Bedingung, dass allen oströmischen Truppen der freie Abzug gewährt wurde. Kaiser Herakleios hatte Antiochia rechtzeitig vor der Eroberung verlassen und war nach Edessa gereist. Er organisierte die Verteidigung von Nordmesopotamien und Armenien, dann zog er sich in die Hauptstadt Konstantinopel zurück.
Wie drastisch die Auswirkungen der langen Kriege waren, zeigt sich im Golangebiet: Von den 173 aus dem 5. und 6. Jahrhundert belegten spätantiken Siedlungen fand sich nur in 14 frühislamische Keramik aus der Zeit nach 636. Erst unter den Mamluken, also nach rund einem halben Jahrtausend, befanden sich im selben Gebiet wieder 139 Siedlungen.